# Mercury–Atlas–6
A Mercury–Atlas–6 a Mercury-program harmadik repülése volt űrhajóssal a fedélzeten, egyben az első olyan repülés, amelyben a NASA Föld körüli keringésbe állított egy űrhajót. Az utasától Friendship 7 rádió hívójelet kapott űrhajó 1962. február 20-án startolt Cape Canaveralről, utasa John Glenn – az amerikai tengerészgyalogság berepülőpilótájából az Eredeti Hetek tagjaként űrhajóssá vált ezredes – volt. A felszálláshoz először használták az Atlas-rakétát emberrel a fedélzeten (maga a repülés is leginkább a rakéta korábbi hibáit kijavítandó tesztrepülések csúszásai miatt késett 1962 februárjáig).
A repülés három Föld körüli keringésig tartott, 4 óra 55 perc 23 másodperc időtartamban. Az űrhajó egy 32,5°-os pályahajlású, 265×159 km-es ellipszispályán keringett bolygónk körül, 88,5 perc alatt megtéve egy Föld körüli fordulatot. A repülés idejére a NASA egy földi rádióállomásokból és követőhajókból álló, a teljes körre kiterjedő – ám a kört teljesen le nem fedő – követőhálózatot állított fel, amely tartotta az űrhajóssal a kapcsolatot a repülés során.
Glenn számos kisebb problémát oldott meg, illetve a repülés nagy részét beárnyékolta az irányítás aggodalma, hogy – egy később tévesnek bizonyult műszerjelzés miatt – a hőpajzs leeshet a légkörbe lépés közben és az űrhajó utasával együtt eléghet. Emellett egy rejtély is felbukkant a repülés során, valahol a Csendes-óceán felett Glenn apró szikrákat látott áramlani az űrhajó körül, amely jelenségre csak a következő repülés során sikerült magyarázatot találni, a napsütés hatására a kabinról leváló apró jégszilánkokban. A leszállás az Atlanti-óceánon történt a harmadik keringés végén, mintegy 64 kilométerrel a tervezett leszállási pont mellett. Glennt a USS Noa romboló vette a fedélzetére.
A repülés után John Glenn a NASA Kiváló Szolgálatért kitüntetését kapta meg John F. Kennedy elnöktől, majd több várost érintő utat szerveztek számára. Glenn a repüléssel nemzeti hőssé vált az Egyesült Államokban.

## Személyzet
| Beosztás | Űrhajós                  | Űrhajós                  |
| -------- | ------------------------ | ------------------------ |
| Pilóta   | John Glenn (2) űrrepülés | John Glenn (2) űrrepülés |

Tartalék személyzet
| Beosztás       | Űrhajós                       | Űrhajós                       |
| -------------- | ----------------------------- | ----------------------------- |
| Tartalékpilóta | Scott Carpenter (2) űrrepülés | Scott Carpenter (2) űrrepülés |

(1) Zárójelben a sikeres űrrepülések száma személyenként, beleértve ezt a küldetést is.

## Előzmények
Az Egyesült Államok, mint az űrverseny egyik résztvevője 1958-ban indította el a Mercury-programot, amelynek célja a Szovjetunió utolérése és megelőzése volt az űrteljesítmények terén. E célt a frissen létrehozott NASA az első ember világűrbe juttatásával tervezte elérni. Ehhez kifejlesztettek egy vadonatúj űrhajót és a hadsereg, a légierő, valamint a haditengerészet kísérleti programjaiból származó interkontinentális ballisztikus rakétákat alakították át az űrkísérletekhez. Hosszú, és sok esetben kudarcokkal teli tesztsorozat és a program űrugrásokra és orbitális repülésekre megosztását követően 1961 tavaszára érkezett el az idő az első amerikai űrbe bocsátására. Ám a Vosztok–1 és Jurij Gagarin 1961. április 12-i repülésével a szovjetek elvették az elsőséget az USA-tól. Az amerikai elnök nyomására ekkor a NASA is végrehajtotta az első űrrepülést, egy 187 km magasságba emelkedő űrugrást – bizonyítandó az amerikai közvélemény előtt, hogy Amerika is állja a versenyt az űrteljesítmények terén – ám a versenyben ez kevésnek számított, hiszen a szovjetek űrhajósa egy Föld körüli fordulatot is tett. A NASA (és az USA) előtt tehát az az elvárás állt, hogy ők is bemutassanak egy orbitális repülést.

### Atlas rakéta
A program talán legfontosabb eleme a hordozóeszköz volt, amely elegendő tolóerejű, hogy feljuttasson a világűrbe egy akkora méretű és tömegű űreszközt, amelyben egy ember utazhat. A Space Task Group számba vette a lehetséges alternatívákat – lényegében a különböző haderőnemek által szolgálatba állított, vagy még szolgálatba állítás előtt álló, de már tesztelés alatt álló ballisztikus rakétákat – és két alternatívát talált: a Légierő igényei szerint megrendelt, a Redstone Arsenal által fejlesztett és Wernher von Braun által tervezett Redstone rakétát és a Consolidated Vultee Aircraft Corporation (Convair) által fejlesztett Atlas rakétát. Az 1,7 km/s égésvégi sebességű Redstone-t tesztekhez és szuborbitális repülésekre szánták, míg az Atlas rakéta (vagy katonai típusjelzése szerint az SM–65 Atlas) volt az egyetlen jelölt az Egyesült Államokban, amely a Mercury űrhajó Föld körüli pályára állítására potenciálisan megfelelt a Mercury-program kezdetén. Igaz, az Atlas még csak a tervasztalon hozta az elvárt paramétereket a döntés idején, a valódi képességet később kellett bizonyítania.
Az Atlas egy úgynevezett kerozin-oxigén rakéta volt (azaz üzemanyagként RP–1-es kerozint, oxidálóanyagként cseppfolyós oxigént használt), amelynek első sikeres startja 1957. december 17-én történt még mint hadászati ballisztikus rakéta. A szerkezet tervezési filozófiája egészen egyedi volt, a mérnökök az úgynevezett „gázballon” módszert alkalmazták: az űrhajó tartályai a papírnál is vékonyabb rozsdamentes acélból voltak, és a kiürülésük ütemében 170-413 kPA nyomású héliumgázzal töltötték fel, ami szerkezeti szilárdságot biztosított az egész rakéta számára. Később ez lett a legfőbb problémaforrás az űrkutatási alkalmazások során. A Space Task Group ajánlása alapján ennek az interkontinentális ballisztikus rakétának a kisebb módosításával jött létre az Atlas űrrepülésre alkalmas altípusa, az Atlas LV–3B. Űrkutatási szerepkörben 1958. december 18-án debütált az Atlas, a SCORE műholdat állította Föld körüli pályára. Nem sokkal korábban, 1958. december 8-án adta le a hivatalos megrendelést a NASA a rakétára a Mercury–program számára.
Azonban a rakéta kipróbálatlan volta miatt hosszabb tesztsorozatra volt szükség, amivel a megbízhatóságát arra a szintre emelhették, hogy embert ültethessenek az általa hordozott kabinba.

#### Mercury–Atlas–1

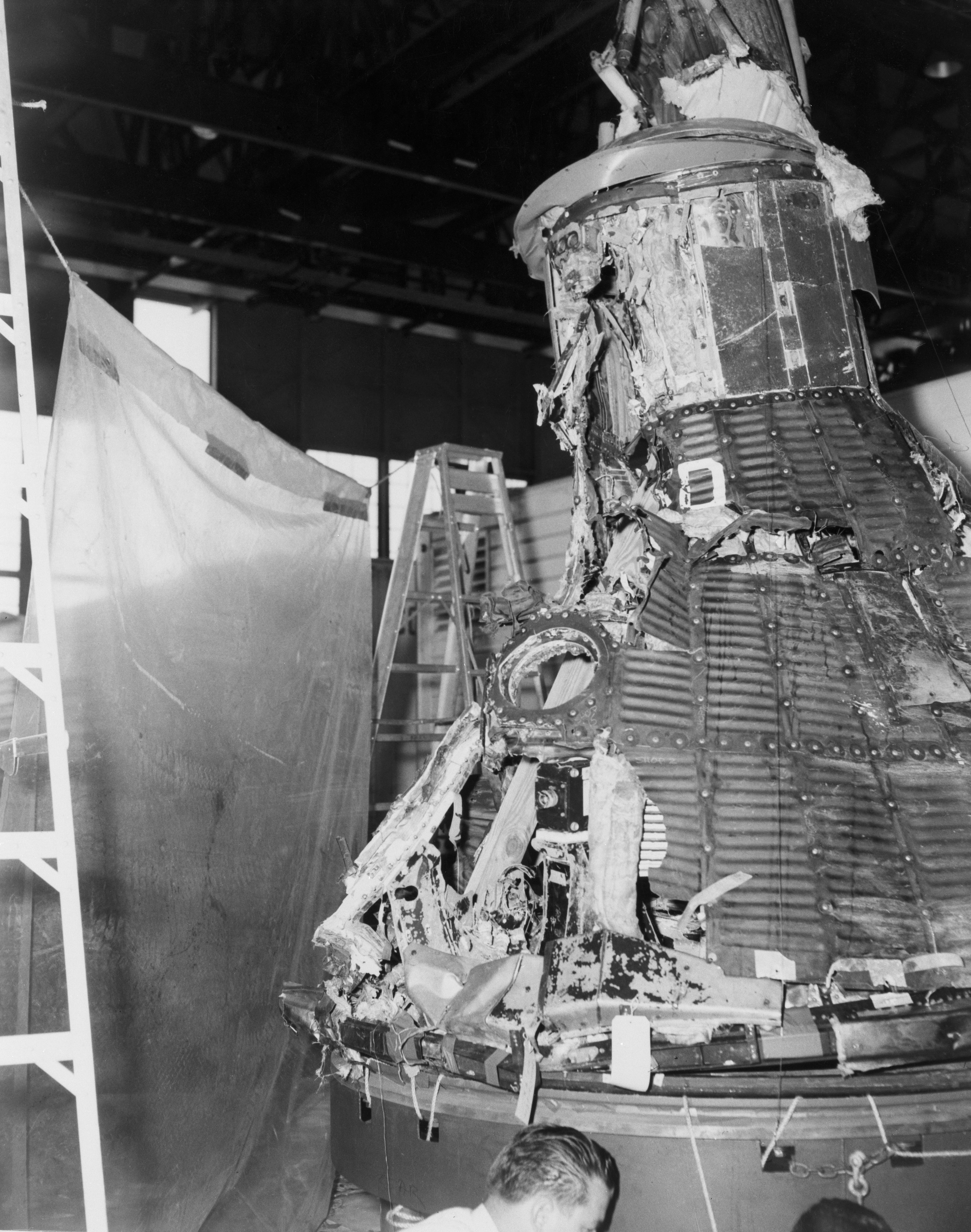
A baleset után összegyűjtött roncsdarabokból rekonstruált Mercury–Atlas–1 űrkabinja

1960. július 29-én végezte el az első kísérletet a NASA az Atlas rakéta és a Mercury űrhajó kombinációjával, de a kísérlet kudarcba fulladt, amikor a repülés 58. másodpercében, 9,1 km magasságban a rakéta felrobbant. A célkitűzés a Mercury űrhajó és az Atlas összeépítése, majd felbocsátása során keletkező tapasztalatok összegyűjtése  és a repülés során a szerkezet viselkedésének, az azt érő hatások és terhelések megfigyelése volt, első lépésben egy szuborbitális repülésen. Hosszas vita eredményeként a mentőtornyot sem szerelték fel a kabin tetejére, emellett a kabin sem volt teljes értékű, a belsejéből számos berendezés hiányzott. A felbocsátás napjának hajnalán még várni kellett az időjárás jobbra fordulására, de végül ki lehetett adni a startengedélyt és helyi idő szerint 9:13-kor (13:13 UTC) a Mercury–Atlas–1 elstartolt Cape Canaveral 14-es indítóállásáról. 58 másodperccel a startot követően a telemetriai rendszer jelzése szerint az üzemanyagtartály és a cseppfolyós oxigén tartálya közötti nyomáskülönbség megszűnt, majd megszakadt minden kapcsolat az űrhajóval. Szemtanúk robbanásról számoltak be. A Mercury–Atlas–1 megsemmisült és nem lévén mentőrakéta a szerelvényen, a kabin is a robbanás áldozata lett és a rakétával együtt a tengerbe zuhant.

#### Mercury–Atlas–2
A cél a Mercury–Atlas–2 repülésen az előző sikertelen repülés megismétlése volt egy alapvető módosítással: az Atlas rakéta kapott egy acélpántot (az űrhajós-szlengben a kötőfék vagy nadrágszíj nevet kapta) megerősítésként, ezzel ellensúlyozva a „vékony falú” változat szerkezeti gyengeségét. A pántot előbb laboratóriumban és szélcsatornában tesztelték és alkalmasnak találták, ennek ellenére sokáig vita zajlott a Space Task Group, a légierő és a Convair között, hogy a megoldás alkalmas lehet-e. Végül a STG és a Convair többségi véleménye alapján javasolták James Webbnek, a NASA újdonsült vezetőjének, hogy engedélyezze a repülést. (Webb pár napos vezetőként felvállalta a kockázatot, hogy a rakéta üzemeltetésében nagyobb tapasztalattal bíró és a kísérletet ellenző Légierő véleményével szembemegy és egy esetleges kudarc összes következményét magára és a NASA-ra vonja.) A döntés alapján 1961. február 21-én startolt a második Mercury–Atlas teszt és egy sikeres szuborbitális repülést teljesítettek általa a mérnökök. A rakéta helyi idő szerint 9:12-kor (13:12 UTC) hagyta el az indítóállást és a teljes felszállási folyamat (a felszállás, a maximális dinamikus terhelés elérése, a fokozatleválás, majd a hajtóművek leállása és a kiégett rakétafokozat leválása) körülbelül 2 perc alatt futott végig és minden rendben zajlott, az erősítő acélpánt is bevált, mint megoldás.
A kabin 17 perc 59 másodpercig repült, ezután 2305 km-re a starthelytől csobbant az Atlanti-óceánba. A kijelölt leszállási térségben az USS Donner hadihajó várta és emelte ki a vízből az űrhajót. A repülést követő sajtótájékoztatón Robert Gilruth „nagyon sikeres tesztként” jelentette be a repülést.

#### Mercury–Atlas–3

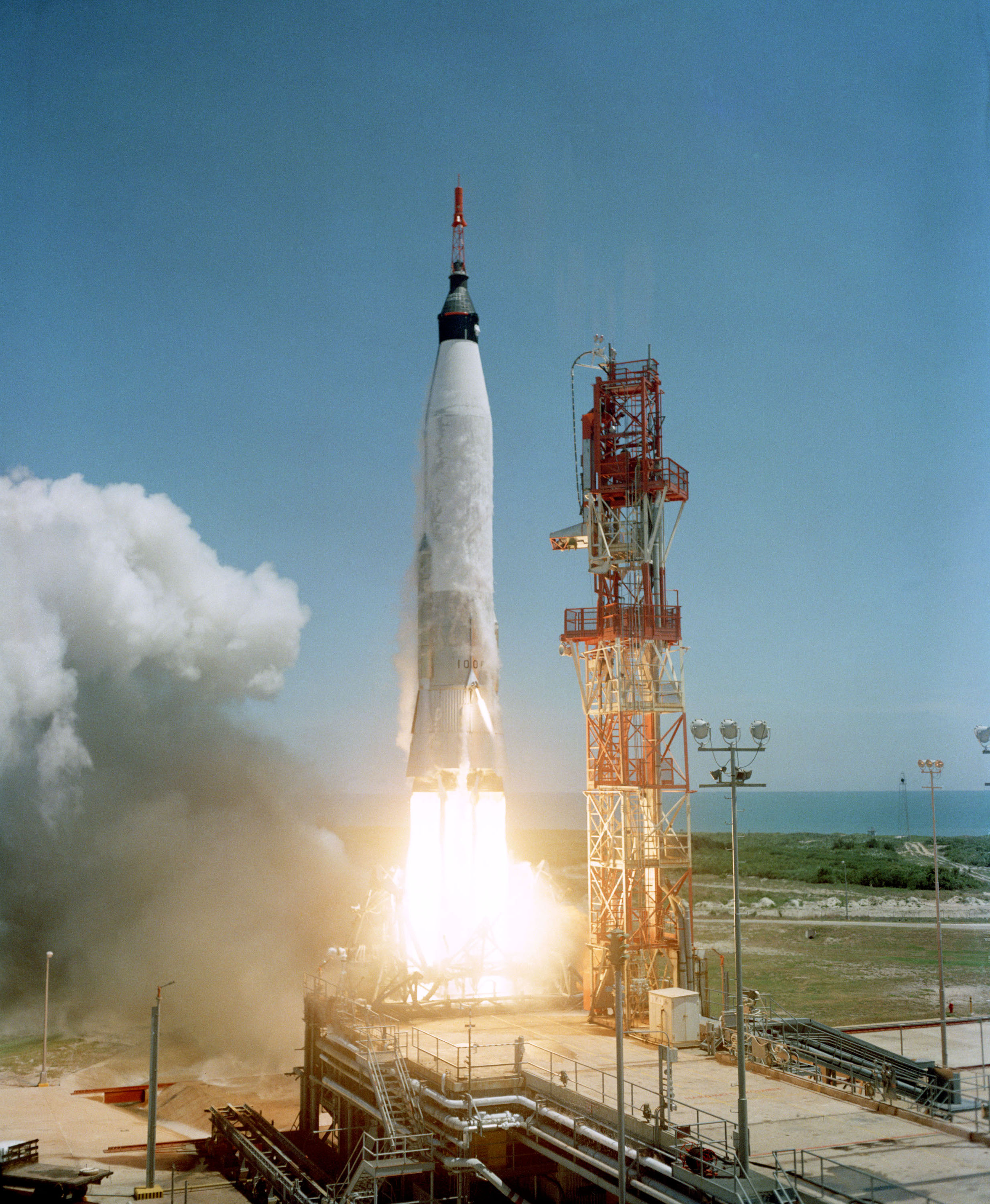
A Mercury–Atlas–3 startja Cape Canaveralen 1961. április 25-én)

Az első sikeres Atlas rakéta tesztet követően megkezdődött a következő teszt előkészítése. Az biztossá vált, hogy erre a tesztre a D-100-as gyártási számú, továbbfejlesztett rakétát használják majd – a 8-as számú Mercury kabinnal. A továbbfejlesztés a rakéta oldalfalának vastagabb anyagra cserélése volt, amely nagyobb szerkezeti stabilitást ígért, kiküszöbölendő a Mercury–Atlas–1 ilyen okból történt balesetét. Az eredeti tervek szerint az Atlas egy hosszú röppályájú ballisztikus repülésre vitte volna a Mercury kabint az Atlanti-óceán felett (a Mercury-Redstone űrugrások 400-500 kilométeres repülése helyett 2000-2500 kilométerre), ám Gagarin repülését követően teljesen átírták a repülési tervet és immár egy egy fordulatos orbitális út került a tervekbe. Az űrhajóba ezen kívül egy robot űrhajóst is ültettek, „aki” amellett, hogy különböző műszereket fogadott a testébe, a repülés során fellépő terhelések mérésére egy speciális szivattyúrendszerrel a légzés imitálására is képes volt, így tesztelve az életfenntartó rendszer működését is. A „B-terv” szerint, ha az Atlas rakéta nem érte volna el a megfelelő sebességet, akkor a repülés bárhol megszakítható lett volna az Atlanti-óceán felett és átalakult volna az eredetileg tervezett szuborbitális repüléshez legalábbis hasonló küldetéssé.
Különösebb késedelmek nélkül 1961. április 25-én, helyi idő szerint 11:15-kor (15:15 UTC) startolt a Mercury–Atlas–3, ám az irányítórendszer hibája folytán – az űrhajó egyenesen felfelé repült és nem állt rá a pályagörbére – az önmegsemmisítővel meg kellett semmisíteni a repülés 43. másodpercében. Az egyetlen jól működő egység a mentőrakéta volt, amely az Atlas felrobbantása előtt automatikusan leválasztotta a Mercury-t, hogy az később az óceán vizére ereszkedjen. Az Atlas roncsainak egy, az irányító rendszerét is tartalmazó részét két hónappal később megtalálták a lezuhanás helyén, mélyen az iszapba ágyazódva, ami lehetővé tette a hiba okának feltárását.

#### Mercury–Atlas–4
A Mercury–Atlas–3 kudarca alaposan átírta a terveket a következő repülésre. Az eredeti tervekben még az szerepelt, hogy az előző űrugrást ismétlik meg egy majommal a fedélzeten, majd később ez úgy módosult, hogy a majom helyét egy robot űrhajós veszi át és a repülés is 3 Föld körüli fordulatos lesz és mindezt még 1961. áprilisában végrehajtja a NASA. Aztán a MA–3 kudarca, majd az Atlas gyártásának sorozatos késedelmei miatt a kísérlet ideje halasztódott és a repülési terv is átalakult. Ráadásul a repülésre kijelölt 9-es számú Mercury kabinnal kapcsolatban is szokatlan döntés született: a MA–3 tengerbe zuhant 8-as számú kabinját kihalászták a tengerből, a szükséges javításokat, alkatrészcseréket elvégezték rajta és ezt építették az Atlas rakéta tetejére. Ezt követően gyári hibás tranzisztorokat találtak a gyártóüzemben és fennállt a gyanú, hogy ilyenek kerülhettek az Atlasba, sőt az űrhajóba is, ezért a már összeszerelt űrszerelvényt visszavonták a hangárba és újra szétszerelték. A NASA ekkor a lehető legalaposabb átvizsgálást rendelte el, mivel az USA már a késlekedést is csak nehezen engedhette meg magának az űrversenyben – kiváltképp Gagarin és Tyitov teljesítménye után –, de a kudarcot még kevésbé. Az átvizsgálások is hosszan késleltették a startidőpontot, közben belefutottak a hurrikánszezonba, kétszer is hurrikán miatt le kellett állítani az előkészületeket.
Az új tervek szerint a Mercury–Atlas–4-nek nem szuborbitális, hanem orbitális repülést kellett teljesítenia, igaz csak 1 Föld körüli fordulattal. Ezalatt megfigyelhették a rakéta és az űrhajó viselkedését a teljes startfolyamat alatt (illetve a rakétáét még 3 napig, amíg a természetes fékeződés vissza nem hozta az atmoszférába). Lényegében minden (a gyorsítás, a rakéta leválása, a fékezés, a visszatérés) nagyon hasonló volt az űrugrásokhoz, csak minden nagyobb skálán történt, nagyobb terhelés érte a szerkezetet, a hőpajzs jobban felhevült, illetve a tengerre kirendelt kutató-mentő egységeknek nagyobb területet kellett lefedniük.
Végül 1961. szeptember 13-án startolt a negyedik Mercury–Atlas űrszerelvény és sikeres repülésen 1 Föld körüli keringést tett. A start utáni legnagyobb kérdés az volt, hogy a megvastagított oldalfal nyújtotta szerkezeti erősítés elegendő lesz-e a rakétánál. Az első másodpercekben ugyan komoly vibrációt mértek a műszerek, de a rakéta mind ezt a terhelést, mind a később jelentkező maximális dinamikus nyomást (a max. Q-nak nevezett legnagyobb légellenállási terhelést) jól bírta. Az űrszerelvény néhány repülési paraméterben alul vagy felül teljesített és végül a tervezettől kissé eltérő, de megfelelő pályára állt a Föld körül. A keringés során egyedül az oxigénellátó rendszerben figyeltek meg rendellenességet, a majd az űrhajós létfenntartásához szükséges gáz sokkal gyorsabban fogyott (felhasználó híján nyilvánvalóan egy kisebb szivárgás miatt), mint a tervezett volt. A többi rendszer kielégítően működött. Az egyetlen keringés végén Hawaii térségében az irányítás fékezőrakétákkal lelassította az űrhajót és a kabin megkezdte a légkörbe való visszatérést. 1 óra 49 perc 20 másodperces repülés után 176 kilométerre a Bermuda-szigetektől szállt le, ahol az USS Decatur romboló vette a fedélzetére. A repülés sikeres volt, a későbbi analízis minden műveletet kielégítőnek ítélt.

### Űrugrások

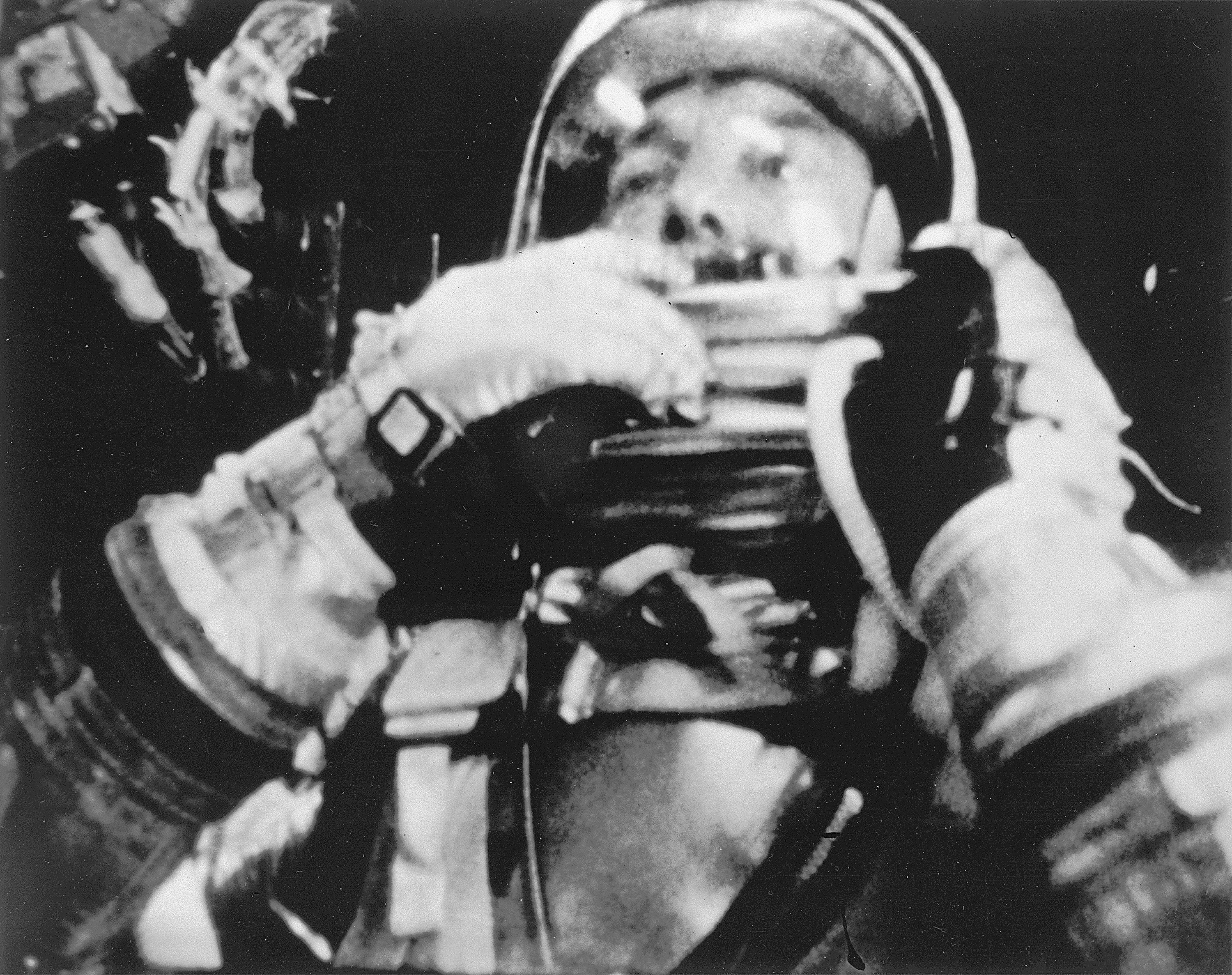
Alan Shepard a Mercury–Redstone–3 repülés közben

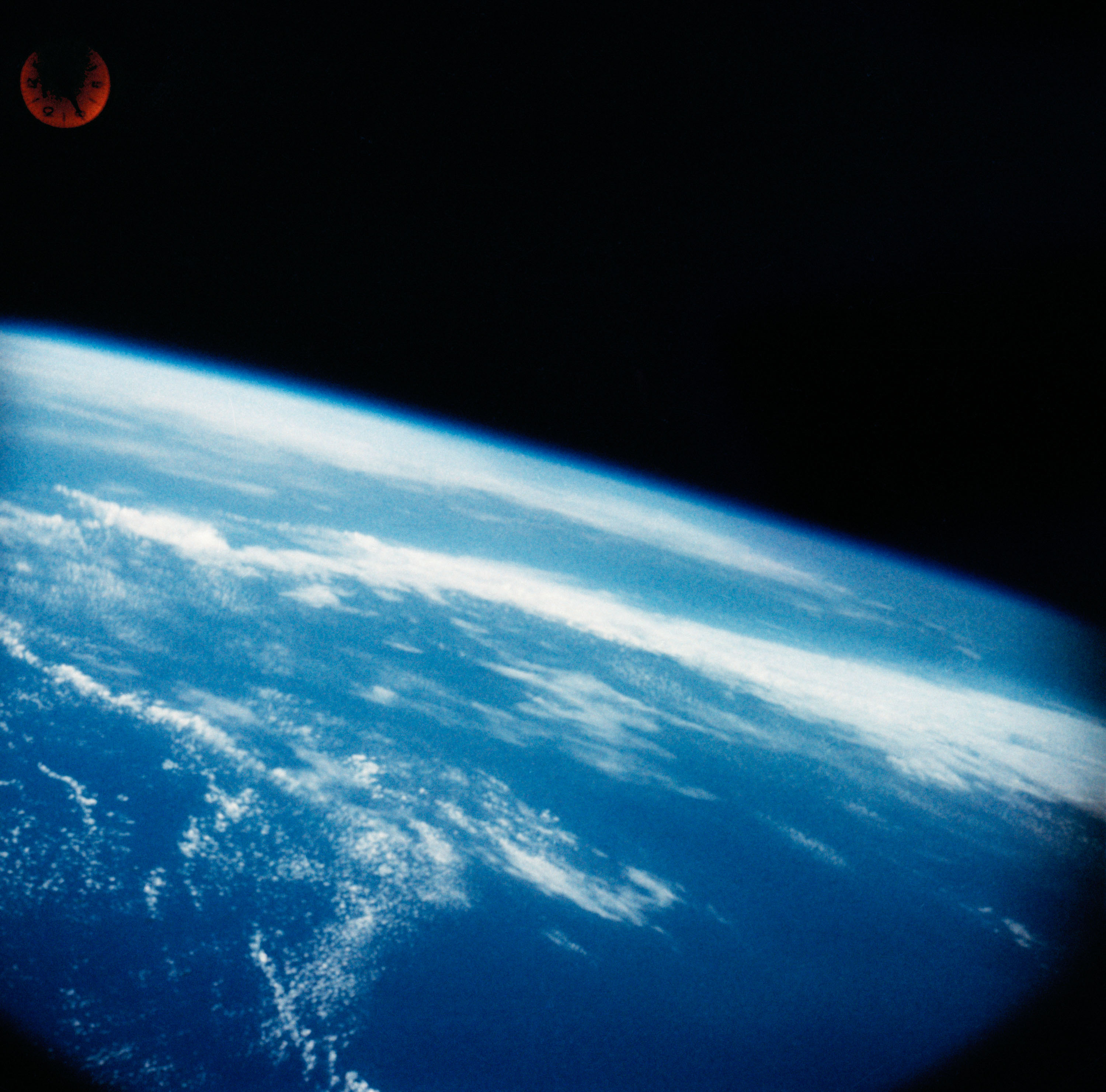
A Föld látképe a Freedom 7 űrhajóból

A NASA az orbitális repülések előkészületeinek sorozatos problémái és az ebből fakadó késlekedés miatt egy alternatív lehetőség irányába fordult, amely egyrészt olcsóbb teszteket tett lehetővé, másrészt hamarabb lehetett általa egy űrrepülést kivitelezni. Ez a lehetőség a szuborbitális repülés, vagy más néven az úgynevezett űrugrás volt (igaz ez a metódus inkább szólt a laikus közvéleménynek, mintsem kecsegtetett igazi sikerrel, mivel az így felbocsátott űrhajó nem végzett igazi űrrepülést – amelynek a szabályait a FAI fektette le és legalább egy Föld körüli fordulatban jelölte meg a minimumot – hanem csak az elméleti értelemben meghúzott 100 km-es magassági határon lépett át). 1961 elejére véglegessé is vált, hogy a programot kétfelé ágaztatják és először ezzel a módszerrel fognak próbálkozni, miközben párhuzamosan folyik tovább az orbitális repülés előkészítése és az ahhoz szükséges fejlesztések. Ezért az űrhajó és az űrugráshoz elegendő teljesítményű Redstone rakéta kiválasztása mellett 3 főt jelöltek ki legénységi kiképzésre. Alan Shepard lett az elsődleges jelölt, míg első tartaléka Gus Grissom, második tartaléka John Glenn lett. Aztán Jurij Gagarin egy Föld körüli fordulatos repülése világossá tette, hogy az USA továbbra is lemaradásban van a Szovjetunióval szemben az űrversenyben és az űrugrás nem lesz elegendő válaszlépés a szovjet teljesítményre, mindenképpen szükség lesz amerikai űrhajóst is Föld körüli pályára küldeni. A gyors – bár gyenge – válasz reményében nem szakították meg az űrugrások előkészítését sem, John F. Kennedy sürgetésére a lehető leghamarabb felbocsátották az első embert szállító Mercury űrhajót.
1961. május 5-én a NASA el is végezte az első éles kísérletet az űrugrással a Mercury–Redstone–3 repülésen és Alan Shepard személyében egy 15 perc 22 másodperces repülésen az első világűrt járt amerikait ünnepelhette a közvélemény. Shepard Cape Canaveralről startolt, majd 487 km-rel távolabb szállt le az Atlanti-óceánra. A repülés néhány probléma (például a vizeletgyűjtő rendszer űrruhába építésének elmaradása és a hosszadalmas várakozás miatt az űrhajós kénytelen volt bevizelni, vagy a leszálláskor a műszerek tévesen jelezték a hővédőpajzs leválását) ellenére teljes sikert hozott. Az Egyesült Államok is fel tudott mutatni egy komoly űrteljesítményt, amelyre alapozva Kennedy elnök politikai támogatást tudott szerezni az űrverseny prolongálására az Apollo-program életre hívásával.
Az űrverseny logikája mind a szovjet, mind az amerikai oldalon megkövetelte, hogy egy-egy teljesítményt meg kellett ismételni (bizonyítandó, hogy az első próbálkozás sikere nem a véletlen műve volt), ezért a NASA egy második űrugrást is tervezett, hat héten belül az elsőhöz képest. 1961. július 21-én ezt a második űrugrást is végrehajtotta a NASA a Mercury–Redstone–4 repülésen, Gus Grissommal a fedélzeten egy némileg továbbfejlesztett űrhajóval. A repülés maga problémamentesen lezajlott, ám a leszállás után, a vízen a mentőegységekre váró űrhajó új fejlesztésű, lerobbantható kabinajtaja véletlenszerűen kirobbant a helyéről, az űrhajóba víz tört be és a helikopteres kiemelési kísérlet ellenére rövid időn belül elsüllyedt. (A kabint 38 év múltán Curt Newport emelte ki egy, a Discovery Channel tévécsatorna által szponzorált expedíción.) Alig két héttel Grissom repülése után azonban a Szovjetunió felbocsátotta a Vosztok–2-t, fedélzetén German Tyitovval, aki 17 Föld körüli fordulatot tett meg egy több mint egy nap hosszúságú repülésen. A NASA számára ezzel világossá vált, hogy a szovjetek mennyivel előttük járnak és a tervezett további űrugrásokat törölték, hogy minden erőforrásukat az orbitális Mercury repülésre, annak mielőbbi indítására fordítsák.

### Enos, a csimpánz repülése

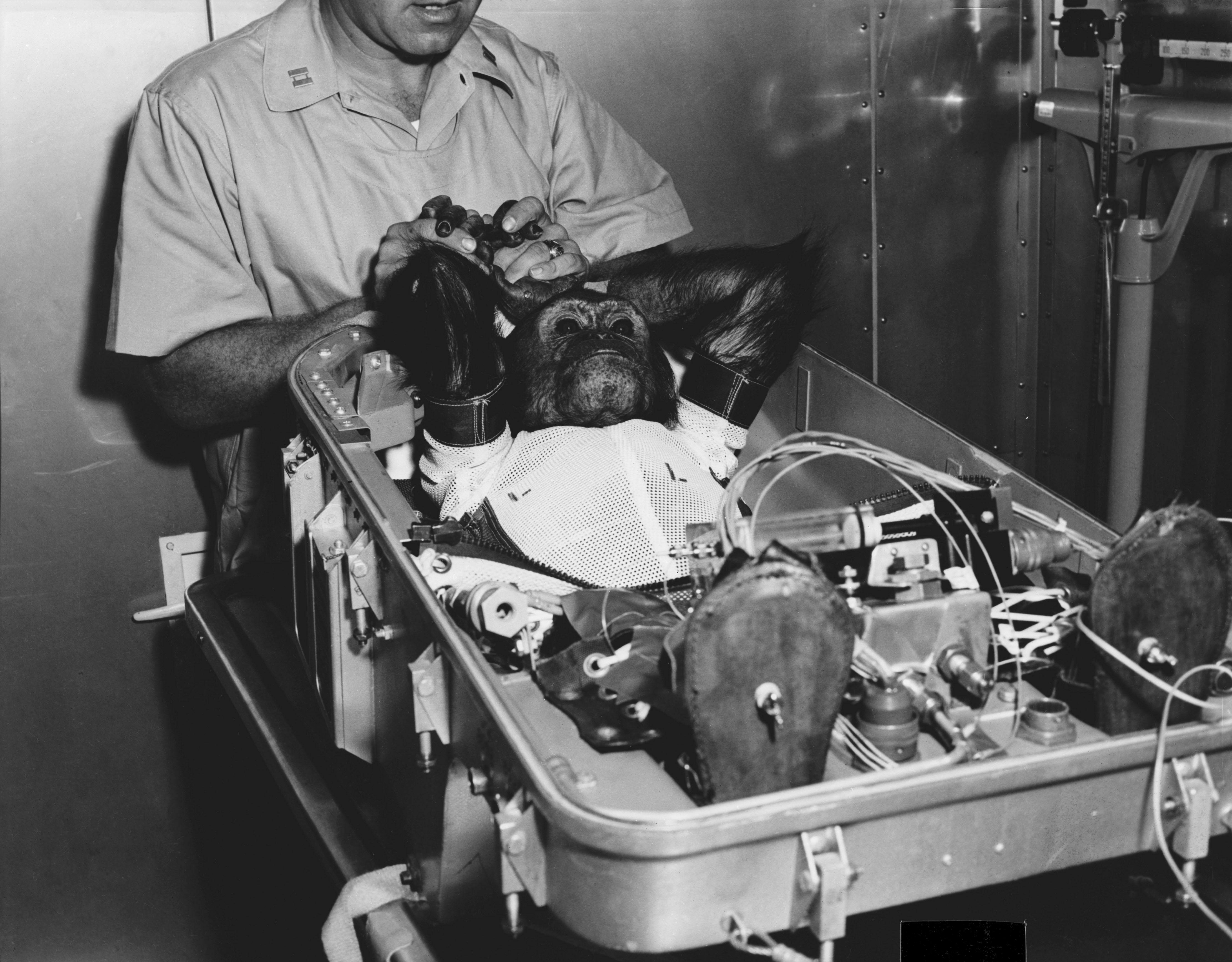
Enos a speciális ülésben

Az Atlas rakéta megbízhatatlansága miatt – és az időbeli csúszás ellenére – a NASA vezetése úgy döntött, hogy mielőtt egy űrhajóssal a fedélzeten indítana el egy űrhajót a Föld körüli pályára, az űrugrásoknál alkalmazott menetrendet alkalmazza és előbb egy csimpánzzal végeznek tesztrepülést. Ehhez felkészítettek egy Atlas rakétát (Atlas 93-D) és egy Mercury űrhajót (9-es számú) a repülésre, valamint Cape Canaveralre telepítettek a Holloman légibázisról egy öt majomból és felkészítőikből, állatorvosokból álló csoportot. A majmokkal egy úgynevezett négy problémás ciklust gyakoroltattak, amely az űrbeli munkavégzést szimulálta és amelyet majd később az űrrepülésen is kellett végezniük. Ebben a majmoknak különböző fényjelekre kellett jobb vagy bal mancsukkal meghúzni két kart a felvillanó fényeknek megfelelően, a téves választ gyenge áramütéssel büntette a rendszer. Aztán egy zöld fény felvillanását követően húsz másodperc késleltetéssel kellett egy kart lenyomni, amely után vizet kapott a majom (ezt nem kísérte áramütés, ha nem sikerült, ám addig kellett ismételni, amíg nem volt helyes az időzítés). Harmadikként pontosan 50-szer kellett egy kart meghúzni, amire egy banándarabot kapott a majom. Végül a negyedik tesztben háromszögeket, négyzeteket és köröket villantott fel a kijelző (hármat egy sorban, két egyformát és egy különbözőt), az alanynak ki kellett választania a sorba nem illő szimbólumot, természetesen ismét áramütéssel büntetve a tévesztést. Az ötfős majomcsoportból az orvosok végül Enost, a hím csimpánzt választották ki (Az Enos héberül és görögül „embert” jelent, előtte csak lajstromszámon, 81-es csimpánzként tartották számon a repülésre kijelölt egyedet).
A Mercury–Atlas–5 1961. november 29-én szállt fel és rendben pályára állt a Föld körül, csak kisebb érzékelőhibák merültek fel, amelyek nem befolyásolták a repülést érdemben. Enos a kiképzésének megfelelően folytatta a gyakorlatokat a fenti négy problémás ciklusban. A második keringésben azonban sorozatos problémák kezdtek felmerülni. A kellemetlenebbik az volt, hogy a majmot akkor is áramütéssel kezdte büntetni a rendszer, amikor az helyesen válaszolt, így a teszt kezdett hamis eredményeket hozni, valamint amikor a majom dühében letépte az életfunkciókat mérő szenzorokat, az orvosi adatok gyűjtése meg is szűnt. Azonban ennél komolyabb probléma volt az egyik kormányfúvóka hibája. Egy, az üzemanyag vezetékbe jutott fémszilánk miatt a fúvóka rendellenesen működött, ezért az űrhajó térbeli helyzete eltért a megfelelőtől. Az automatika ezt időről-időre a többi fúvókával korrigálta, ám ez a vártnál több üzemanyag felhasználását eredményezte. A hiba azzal fenyegetett, hogy a tervezett harmadik keringés végére kifogy a kormányfúvókákat működtető hajtóanyag és a fékezéshez nem lehet megfelelő helyzetbe állítani az űrhajót és így nem lehet a tervezett időben lehozni a pályájáról. Chris Kraft, a repülés vezetője ezért a második keringés végén úgy döntött, hogy lerövidítik a repülést és lehozzák Enost. A leszállás tökéletesen sikerült, a Mercury űrhajó az Atlanti-óceánon szállt le két keringés, 3 óra 20 perc 59 másodperc repülés után, Bermuda szigete mellett. Az utólagos értékelések sikeresnek ítélték az utat, így a teszt megnyitotta az utat az emberrel végzett orbitális repülés előtt.

### Legénységválasztás

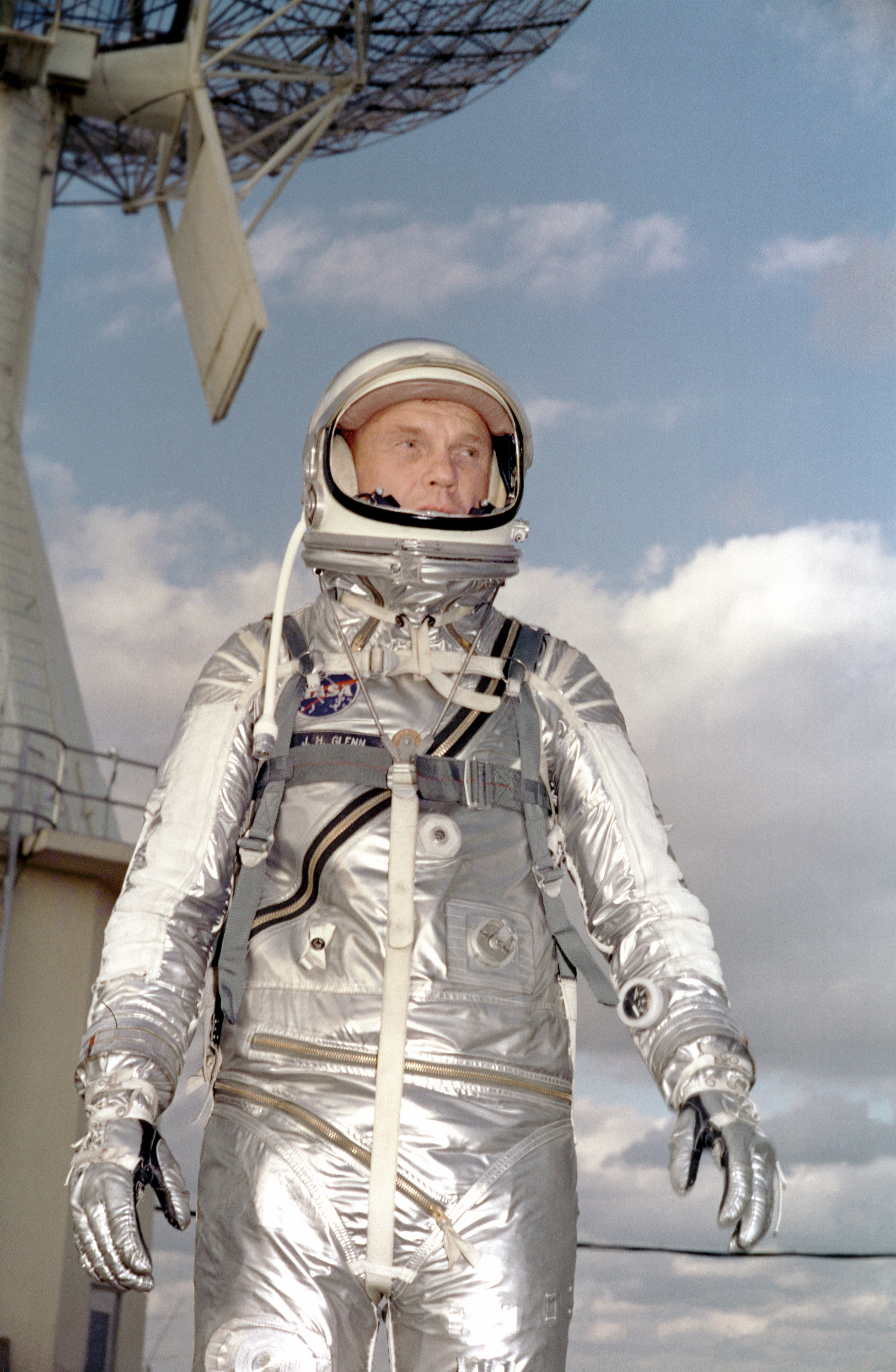
John Glenn, az első orbitális repülésre kijelölt űrhajós, az Eredeti Hetek tagja

A világ első űrhajósának kiválasztásához szükséges követelményrendszer meghatározását követően egy többlépcsős kiválasztási folyamat ment végbe 1959. február-március időszakban. A kiválasztás végén hét űrhajóst – a Mercury Hetek nevű csoportot – mutatott be a sajtó Washingtonban, mint Amerika újdonsült űrhajósjelöltjeit, majd ez a 7 fő kezdte meg a szerteágazó gyakorlatokból (tantermi foglalkozásokból, centrifugatesztekből, hőkamrás gyakorlásokból és repülési tréningekből) álló kiképzést.
Még korábban, az űrugrásokat megelőzően egyfajta „informális erősorrend” alapján választották ki Robert Gilruth Alan Shepardot, Gus Grissomot és John Glennt az űrugrások gyakorlására. Előbb Shepard, aztán Grissom teljesítette a maga repülését és az űrhivatal elég sikeresnek ítélte a kísérleteket, hogy törölje a további ilyen profilú repüléseket. A leggyakorlottabb űrhajósnak John Glenn számított, aki a Mercury-Redstone–3 második, aztán a Mercury–Redstone–4 első számú tartalékaként a legtöbb szimulációt teljesítette. A logikus lépés a leggyakorlottabb kiválasztása volt a következő repülésre. Gilruth a Mercury–Atlas–5, Enos csimpánz sikeres repülésének végén tartott sajtótájékoztatón jelentette be 1961. november 29-én a következő két, immár orbitális repülés űrhajósait. A Mercury–Atlas–6 kijelölt űrhajósa John Glenn, tartaléka Scott Carpenter, a Mercury–Atlas–7 első számú jelöltje Deke Slayton, tartaléka pedig Wally Schirra lett.
Ahogy korábban a két Mercury űrugrónak, úgy Glennek is megvolt az előjoga, hogy hívójelet válasszon magának, ezzel automatikusan az űrhajóját is elnevezze. Glenn szerette volna bevonni a gyermekeit a névadásba, akik szívesen segítettek nevet keresni apjuk űrhajójának. Az űrhajós egyetlen szabályt állított: „a névnek jelképeznie kell hazánkat és ahogy a világ többi része iránt érzünk”. Dave és Lyn számos alternatívát írt egy füzetbe (pl. Columbia, Endeavour, America, Magellan, mi, remény, harmónia és kedvesség), de a lista elején a Friendship (barátság) állt. Ezt egészítette ki a 7-es számra (amely az Eredeti Heteket jelképezte). Így állt össze a Friendship 7 hívójel.

### Starthalasztások
A repülés időpontja nagyon fontos volt az amerikai közvélemény számára, „elvárás” volt a NASA felé, hogy még 1961-ben – Gagarin repülésével egy évben – megtörténjen a start. A rakétafejlesztés elhúzódása miatt ez azonban nehezen kivitelezhetőnek tűnt, a NASA is csak egy erőtlen kísérletet tett, hogy az év vége előttre jelöljön ki startidőpontot: 1961. december 5-én hírül adta a sajtónak, hogy „valamikor ez év végén, vagy jövő év elején” kívánja végrehajtani a repülést. Két nappal később egy második bejelentésben konkrétan a start 1962-es év elejére való halasztását jelentették be.
Az első hivatalosan kijelölt startdátum 1962. január 27. volt (bár a NASA már január 23-án elindította volna az űrhajót, de az időjárás-jelentések miatt ezt naponta halasztották el), amikor a statfolyamatot elkezdték. Glenn benn ült már az űrhajóban, amikor a repülésirányítás 20 perccel a start előtt állította le a startfolyamatot a Cape Canaveral feletti eget takaró és oszlani nem akaró felhők miatt. Az új startot február 1.-re halasztották, addig leeresztették az üzemanyagot és a cseppfolyós oxigént a tartályokból. Január 30.-án ismét elkezdték a tartályok feltöltését a másnapi starthoz, amikor egy technikus üzemanyagot talált az üzemanyag- és az oxigéntartályok válaszfalai között. A mérnökök legalább 10 napra tették a javítási időt, emellett a mentésre és követésre kirendelt erők (24 hajó, több mint 60 repülőgép, körülbelül 18 000 ember) koordinálását végző parancsnok is hosszabb időre tette a csapatok újraszervezését, így február 13. utánra tették a következő lehetséges startot. Azonban két héttel később az időjárás volt ismét alkalmatlan. Február 14-én az időjárás-jelentésre alapozva ismét halasztásról döntöttek, majd február 16-án további 4 napos halasztással, február 20-ra jelölték ki a legkorábbi startot.

## A repülés

### Startelőkészületek

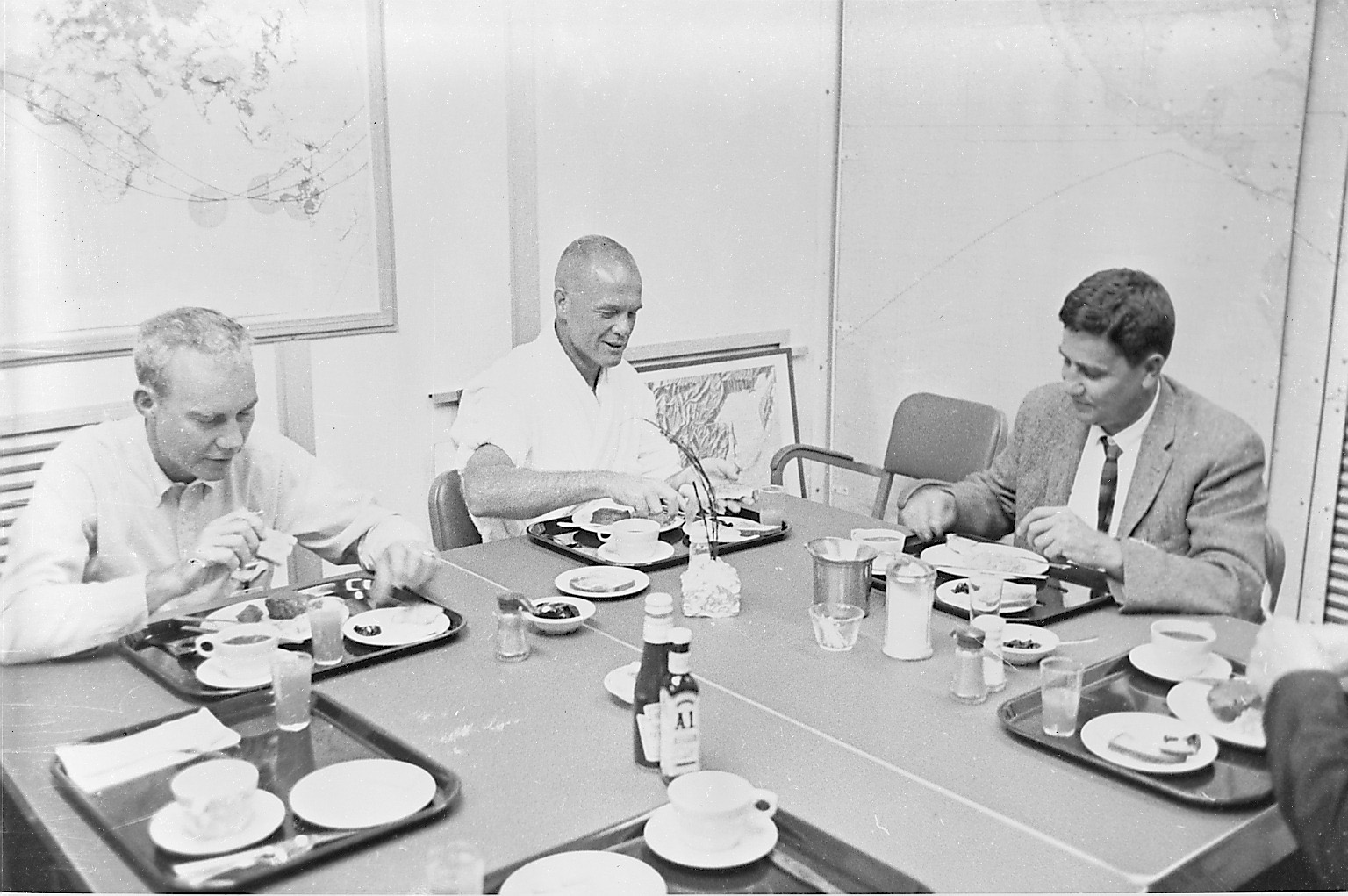
Űrhajós reggeli az első orbitális repülés előtt

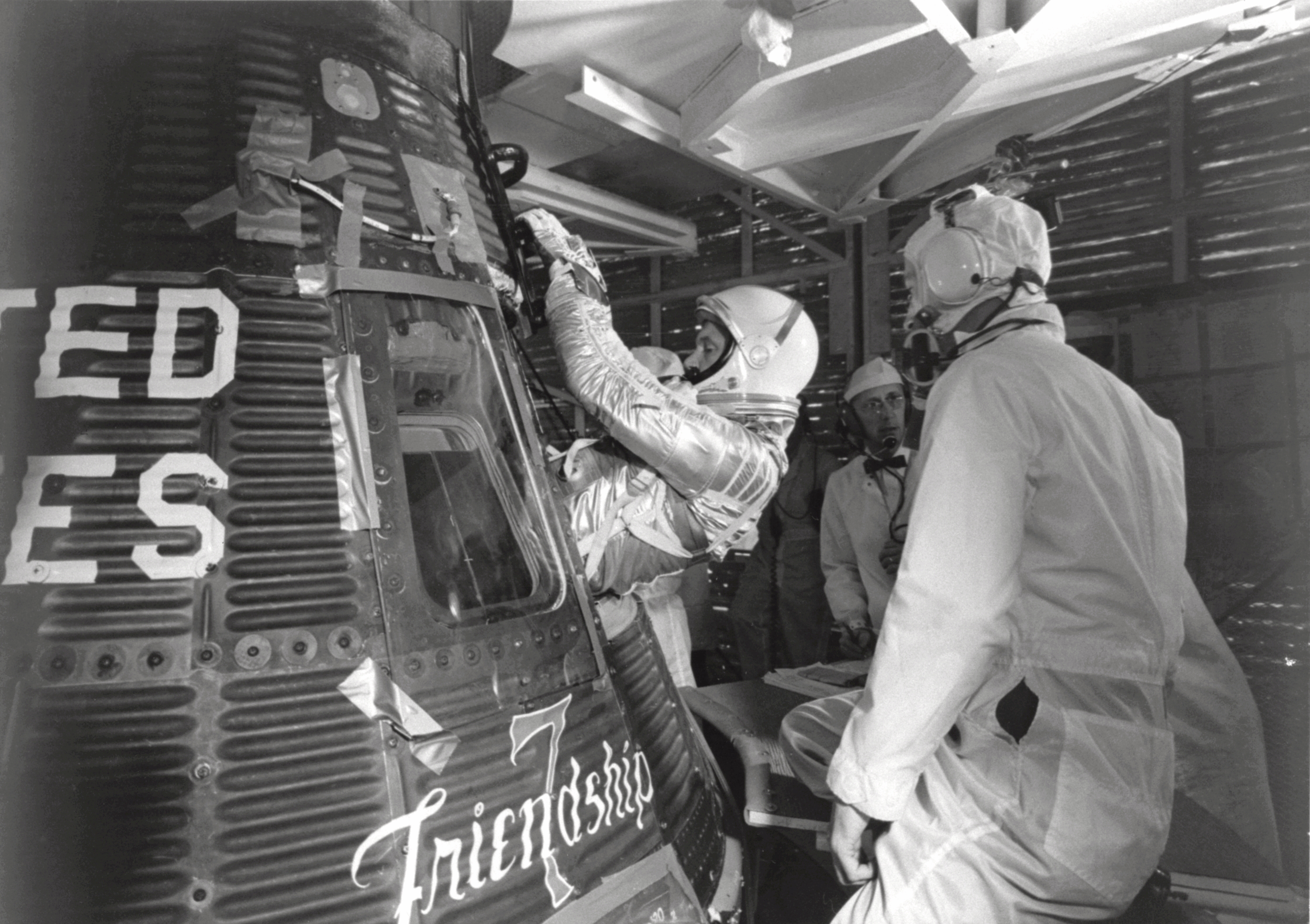
Glenn beszáll a Mercury űrhajóba Cape Canaveral 14-es indítóállásán

A repülés közvetlen előkészületei több szálon indultak el. Először az űrhajó előkészítése kezdődött el, hivatalosan 390 perccel a tervezett startidőpont előtt, amikor behelyezték a mentőtorony rakétáinak indítótöltetét. Ekkor kiürítették a rakéta szereléséhez használt és egészen a legutolsó percekig az Atlas felkészítéséhez is használt szerelőállványt, majd áram alá helyezték az űrhajót (hogy leellenőrizzék, nem lép-e működésbe véletlenül valamelyik pirotechnikai töltet). A sikeres tesztet követően a technikusok visszatértek a szerelőállványra és hozzáláttak a T-250 percnél előírt kormányfúvóka teszthez, amelynek során kipróbálták az űrhajó kormányrendszerét. A következő lépés az űrhajós fogadása és az űrhajó végső felkészítése volt (Glenn T-120 percnél kellett beszálljon a Friendship 7-be, addig a tartalékűrhajós a műszerfal összes kapcsolóját a megfelelő állásba állította egy ellenőrzőlista alapján). A kabinajtót 90 perccel a start előtt zárták volna rá Glennre, ám ekkor egy hiba lépett fel, az egyik záróretesz eltört, ezért az addig becsavarozott rögzítéseket ki kellett csavarozni és a rossz reteszt kicserélni. Ez egy 40 perces leállást okozott a visszaszámlálás folyamatában. A kabinajtó zárása után T-90 és T-55 perc között további ellenőrzések következtek, valamint ismét kiürítették és végleg elvontatták a rakéta mellől a szerelőállványt. T-45 percnél ismét leállt a visszaszámlálás és 15 perc alatt betöltötték a hajtóanyagot az Atlas tartályaiba. 35 perccel a start előtt megkezdődött a cseppfolyós oxigén betöltése, ám T-22 perckor a betöltésre használt szivattyú meghibásodása miatt egy 25 perces leállás következett be. T-10 percnél az űrhajót átkapcsolták belső áramforrásra (saját akkumulátoraira), megszüntetve a külső árambetáplálást. 6 perc 30 másodperccel a start előtt egy 2 perces leállás következett a bermudai követőállomás számítógépének újraellenőrzése miatt. Az Atlast T-3 percnél kapcsolták külső áramforrásra, lényegében e pillanattól volt teljesen repülőkész az űrszerelvény. T-35 másodpercnél az űrhajó köldökzsinórja is levált, megszüntetve a még fennálló adatkapcsolatot, illetve az akkumulátor töltését, valamint a túlfeszültség védelmet. T-0-kor beindult az Atlas főhajtóműve.
A startelőkészületek másik szála az űrhajós felkészítése volt. Glennt hajnali 2:20-kor ébresztették, majd rögtön utána reggelizni vitték. A menü a már Shepard repüléséhez összeállított és még a Space Shuttle programban is alkalmazott, ún. tradicionális űrhajós reggeli volt: bacon szalonnába göngyölt steak, rántotta, pirítós, narancslé és kávé. (A menü egyébként orvosi szempontok alapján állt össze: a zöme fehérje volt, amely lassabban szívódik fel a szervezetben, hosszabb ideig látva el energiával azt, illetve az ételek kis rosttartalma miatt lassabb az emésztési folyamat, így kisebb eséllyel kellett szembenézni a problémával, ha az űrhajósnak a repülés alatt esetleg székelnie kellett volna). A reggeli után 3:05-kor Glenn átesett egy utolsó orvosi vizsgálaton. Ezután már az S-hangárban folytatódott az előkészület, amikor az űrhajós testére ragasztották az életfunkció érzékelő szenzorokat és segítettek belebújni a Mercury űrruhába. 5:01-kor jelentették az irányításnak, hogy Glenn a kisbuszban ül és elindultak a 14-es indítóállás felé. 5:17-kor érkeztek a rakétához, ahol T-120 percnél tartott a visszaszámlálás.

### Start

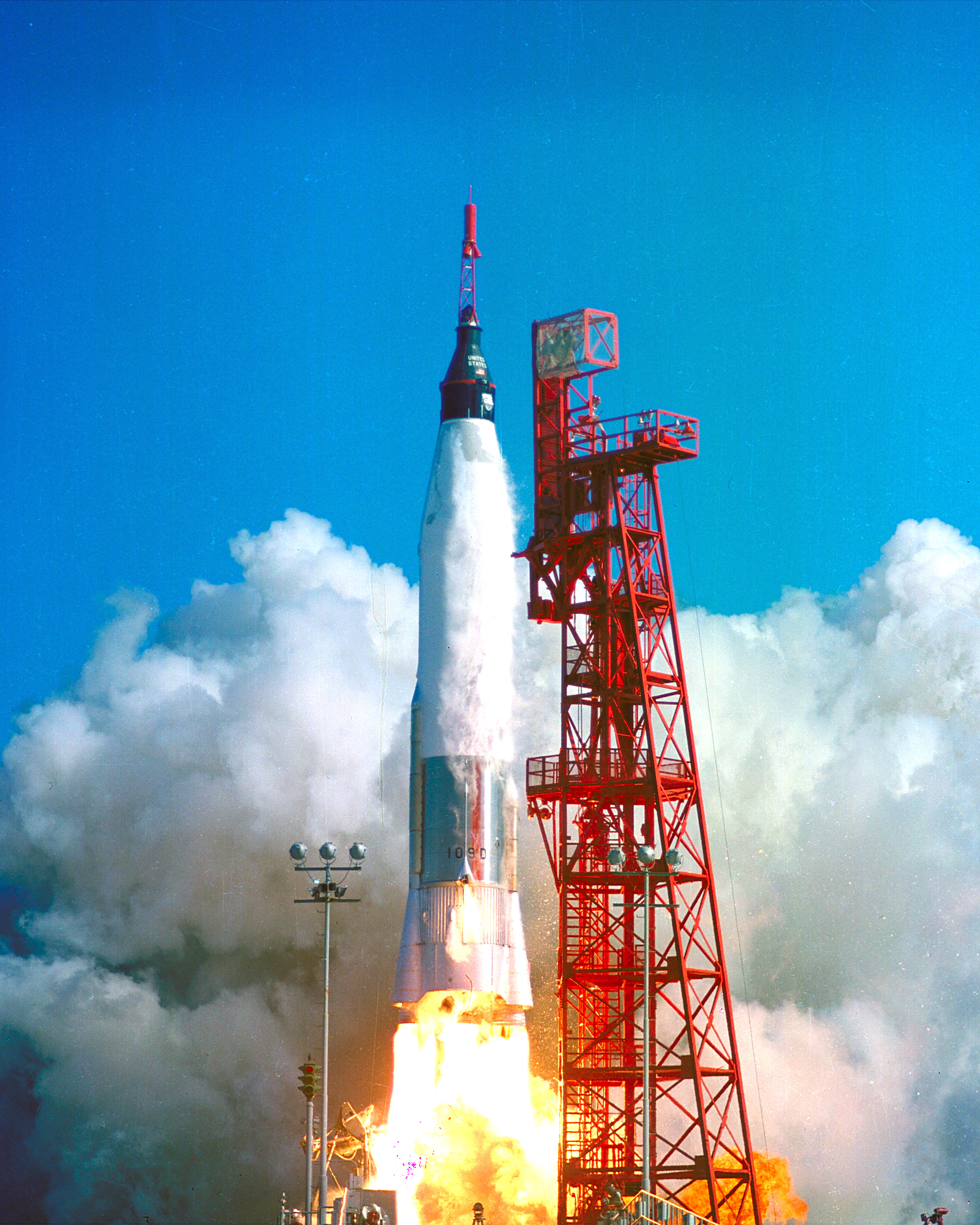
A Mercury–Atlas–6 startja 1962. február 20.-án

A Mercury–Atlas–6 1962. február 20-án, keleti parti idő szerint 9:47:39-kor (14:47:39 UTC) hagyta el a 14-es indítóállványt. Az irányítás is úgy látta és Glenn is azt jelentette, hogy minden rendszer tökéletesen működik. Fél perccel az elemelkedést követően a rádió követőhálózat ráállt az űrhajó rádió transzponderének jelére. A vibráció egyre növekedett az úgynevezett max-q (legnagyobb dinamikus nyomás, azaz amikor a légellenállás a legnagyobb nyomást fejtette ki az űrhajóra) eléréséig, ahol Glenn higgadtan csak annyit jelentett a rázkódásról: „...egy kissé göröngyös errefelé...”. A max-q elérése után a repülés simábbá vált, majd a következő esemény 2 perc 14 másodperccel a start után az emelkedés első szakaszában használt gyorsítóhajtóművek leállítása, majd leválasztása volt. Húsz másodperccel később a kabin csúcsán lévő mentőtorony is leválasztásra került. A mentőtorony leválása után volt először lehetősége Glennek megpillantani a horizontot is. Nem sokkal később a főhajtómű is leállt és egyben az összes vibráció megszűnt, Glenn simán repült tovább.
A gyorsítás majdnem tökéletesre sikerült, a sebesség mindössze 2 m/s-mal maradt el a tervezettől. Végül a rakéta is leválasztódott az űrhajóról (az egyetlen apróbb hiba ekkor merült fel: a leválasztás ugyan pontosan megtörtént, ám a rakéta és az űrhajó eltávolodását célzó művelet 2,5 másodpercet késett). Az irányítás tudatta az űrhajóssal, hogy a pályaadatok alapján legalább 7 keringésig fenntarthatónak tűnik az orbitális repülés (kicsit később a Goddard űrközpont komputeranalízise 100 keringésre tette a repülés elméletileg lehetséges hosszát).
A keringés az eltávolodási művelet kisebb hibájából fakadóan nem kezdődött tökéletesen, a kabin forogni kezdett a hossztengelye körül. A kormányrendszer elkezdte stabilizálni a forgást, ám 38 másodpercbe tellett, mire az űrhajó a tervezett módon kezdett repülni a pályáján, a manőver viszont felemésztette azt erre a célra szánt hajtóanyag 8%-át. A következőkben az irányítás arra kérte Glennt, hogy nézzen ki az ablakon és próbálja megpillantani a leválasztott Atlast. A vizuális teszt sikeres volt, Glenn megpillantotta a lassan tovapörgő Atlast. Ekkor az irányítás arra kérte az űrhajóst, hogy próbálja megbecsülni az Atlas távolságát. Ahogy Glenn sorolta a becsült távolságadatokat, az irányítás összevetette azokat a radarmérésekkel és egyezőséget tapasztaltak.

### Első keringés
Glenn űrhajója 7,842 km/másodperces sebességgel kezdte meg a keringést és az űrhajós érzékelni kezdte a súlytalanságot, amit kifejezetten kellemesnek talált. Az első feladatok az űrhajó műszereinek figyelése, a földfelszín megfigyelése és a rosszullét (a későbbi űrbeli mozgásbetegség néven azonosított szédülés, hányinger) elkerülésére előírt tornagyakorlatok voltak. A földfelszínt nemcsak vizuálisan figyelte, hanem egy kamerával is megörökítette (külön könnyebbség volt számára, hogy amíg a műszerfalon kellett állítania valamit, addig a súlytalanságban egyszerűen csak lebegni hagyta a kamerát így a két művelet között időt spórolhatott). A rosszullét elkerülésére irányuló testmozgást elővigyázatosságból iktatták a programba, mivel a Vosztok–2 repülésről nyilvánosságra került adatok szerint German Tyitov diszkomfort érzésről panaszkodott, bár azt is csak a 6. keringéstől kezdődően, míg Glenn a tervek szerint ettől sokkal előbb le is szállt.

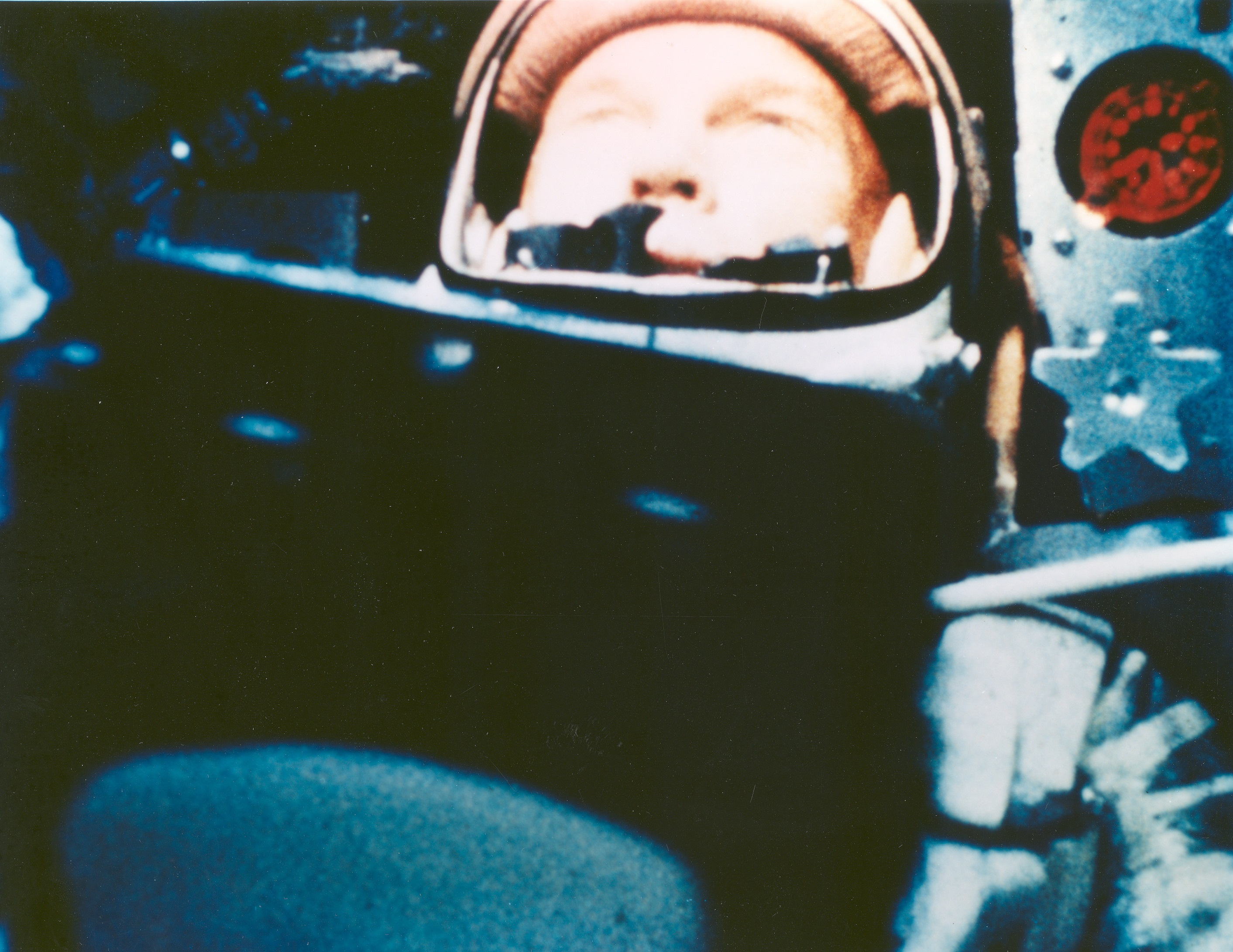
Glenn az első keringés közben

Mire Glenn befejezte az űrhajó rendszereinek ellenőrzését, addigra a Kanári-szigetek felett járt (és jelentette, hogy kicsit le van maradva az időtervhez képest, de a rendszerek jól működnek)), majd az űrhajó nagyjából negyed óra alatt átszelte az Atlanti-óceánt. Afrikát elérve Nigéria felett Glenn jelentette, hogy nagy porviharokat lát odalenn. Ekkor érkezett el az első komolyabb feladat ideje is, Glennek manuális kormányzással kellett változtatnia az űrhajó pozícióján. Az űrhajó orrával egy teljes fordulatot írt le, közben azt tapasztalta, hogy a műszerek mást mutattak, mint amit az ablakon keresztül látott. A következő esemény az Indiai-óceán felett következett, az űrhajó megközelítette az éjszakai félgömböt és az űrhajós megfigyelhette élete első űrbeli naplementéjét, közben rádión leírta az irányítás számára a látványt: az ég teljesen fekete volt, egy vékony kék szalaggal díszítve. Glennek a feladat szerint a sötétbe burkolózó félgömb felett is meg kellett próbálnia kivenni különböző lehetséges látnivalókat, így az állatövi fényt, csillagokat és felszíni alakzatokat. A zodiákus fény nem látszott számára, és amikor a felszínen is megpróbált kivenni alakzatokat, csak rétegfelhőket tudott kivenni a magas légkörben, amelyek a holdfényt verték vissza. Ezek a felhők egyúttal megakadályoztak egy vizuális kísérletet is: az egyik rádiókövetésre kiküldött hajóról jelzőfényeket lőttek fel, hogy látja-e az űrhajós, de a felhők miatt ez nem volt sikeres. Az éjszakai félgömb következő állomása Ausztrália volt, ahol Mucheában, egy rádióvevő állomáson Gordon Cooper teljesített szolgálatot és hosszasan beszéltek Glenn élményeiről és megfigyeléseiről. Ausztrália új megfigyelni valóval szolgált, a keleti parton fények rajzoltak ki egy várost (Cooperrel közösen találták ki, hogy Perth és Rockingham lehetett). A megfigyeléseket segítette, hogy a repülés hírére Perth – és más tengerparti városok – lakói felkapcsolták lámpáikat, hogy minél jobban kivilágítsák a várost az űrhajós megfigyelései számára, illetve a Rockingham melletti Kwinana olajfinomító is felkapcsolta az összes fényeit.
Túlrepülve Ausztrálián Kiribatihoz közeledve ért véget az űrbeli éjszaka, ahol előbb a napfelkeltét figyelte meg Glenn, aztán egy különös jelenség is feltűnt. Glenn jelentette, hogy ezernyi apró szikra veszi körül a kabint, amelyeket „szentjánosbogárnak” keresztelt az űrhajós.
Glenn: Itt a Friendship 7. Megpróbálom leírni mibe kerültem itt. Egy csomó valamiféle apró részecske felhőjébe kerültem, amik világítanak, mintha foszforeszkálnának. Sohasem láttam ehhez hasonlót. Szinte körbevesznek. Elhúznak a kabin mellett és úgy néznek ki, mint apró csillagok. Záporoznak a kabin mellett.
Glenn: Örvénylenek a kabin körül és elhúznak az ablak előtt és ragyogóan fénylenek. Nagyjából 7-8 lábnyira lehetnek tőlem, de egész a kabin alatt is látom őket.
CAPCOM: Vettem, Friendship 7. Hallasz esetleg valamit, hogy hozzáérnek a kabinhoz? Vétel.
Glenn: Negatív, negatív. Nagyon lassúak, nem távolodnak gyorsabban, mint 3-4 mérföld/óra. Nagyjából azonos a sebességük, mint nekem. Csak éppen hogy egy kicsit lehetnek lassabbak, mint én. Vétel.
Glenn: A mozgásuk más mint az enyém mivel körberepülik a kabint, aztán eltűnnek a szem elől.
Az irányítás aggódott, hogy esetleg a hőpajzs sérülhetett meg és annak a darabjait lehet látni a kabin mellett elrepülni, de igazi magyarázat nem volt a jelenségre, mivel látszólag nem az űrhajóból eredtek a szikrák. Ahogy továbbrepült az űrhajó a Csendes-óceán felett és egyre hosszabb ideje sütötte a nap, a jelenség megszűnt. Hosszú ideig rejtély maradt az űrbeli „szentjánosbogár rajzás”, csak a második repülés utáni elemzésben sikerült megfejtést találni, amikor Carpenter is jelentette, hogy „hópelyheket” lát, amelyek azonos módon viselkedtek Glenn szikráival. A szentjánosbogarak vagy hópelyhek apró, a kabin külső falára fagyott jégcseppek voltak, amelyek a napfény hatására leváltak a kabin faláról és a napsütésben világítani látszottak.
A rádiós követő hálózat nem fedte le a teljes földgömböt a repülés idején, ezért a hálózatot alkotó állomások (földi rádióantennák, követőhajók) „kézről-kézre adták” Glennt. A következő állomás Hawaii volt, ahol kellemetlen meglepetésre az adást egy másik rádióadás zavarta meg (forrását sosem sikerült felfedni). Hawaii után már az amerikai kontinens következett, a mexikói követőállomással beszélgetett Glenn és rossz hírt közölt, az egyik kormányfúvóka (az oldalirányú mozgást végző) nem működött megfelelően és ez innentől így is maradt a repülés végéig (ez egyben bizonyos mértékig jó hír is volt, mivel egy hasonló probléma miatt kellett Enost lehozni egy repüléssel korábban és az irányítás akkori véleménye szerint azt a problémát egy ember megoldotta volna, most eljött az ideje e feltételezés bizonyításának). A keringést azonban egy még rosszabb hír zárta. Amikor Florida közelébe ért Glenn, az egyik mérnök rossz adatokat kapott a telemetriai rendszerből az úgynevezett „51-es részegységtől”, azaz a leszállócsomagtól (a leszállócsomag a hőpajzs és egy hevederekkel a hőpajzson kívülre rögzített szerkezet volt, amely a fékezőrakétákat foglalta magában, amelyek a leszálláskor a légkörbelépéshez megfelelő sebességre lassították a kabint). A műszerek „nyitott állapotot” mutattak, ami azt jelentette, hogy nincs rögzítve a csomag és akár a fékezéskor, akár a légkörben fellépő légerők hatására az űrhajó elhagyhatja a hőpajzsát és a fékezőrakétáit. Az irányítás nem szólt Glennek a problémáról, csak utasította a követőállomásokat, hogy különös figyelmet szenteljenek a leszállócsomagról érkező adatoknak és említsék meg a pilótának, hogy a leszállócsomagot manuálisan leválasztó kapcsolónak „off” pozícióban kell lennie.

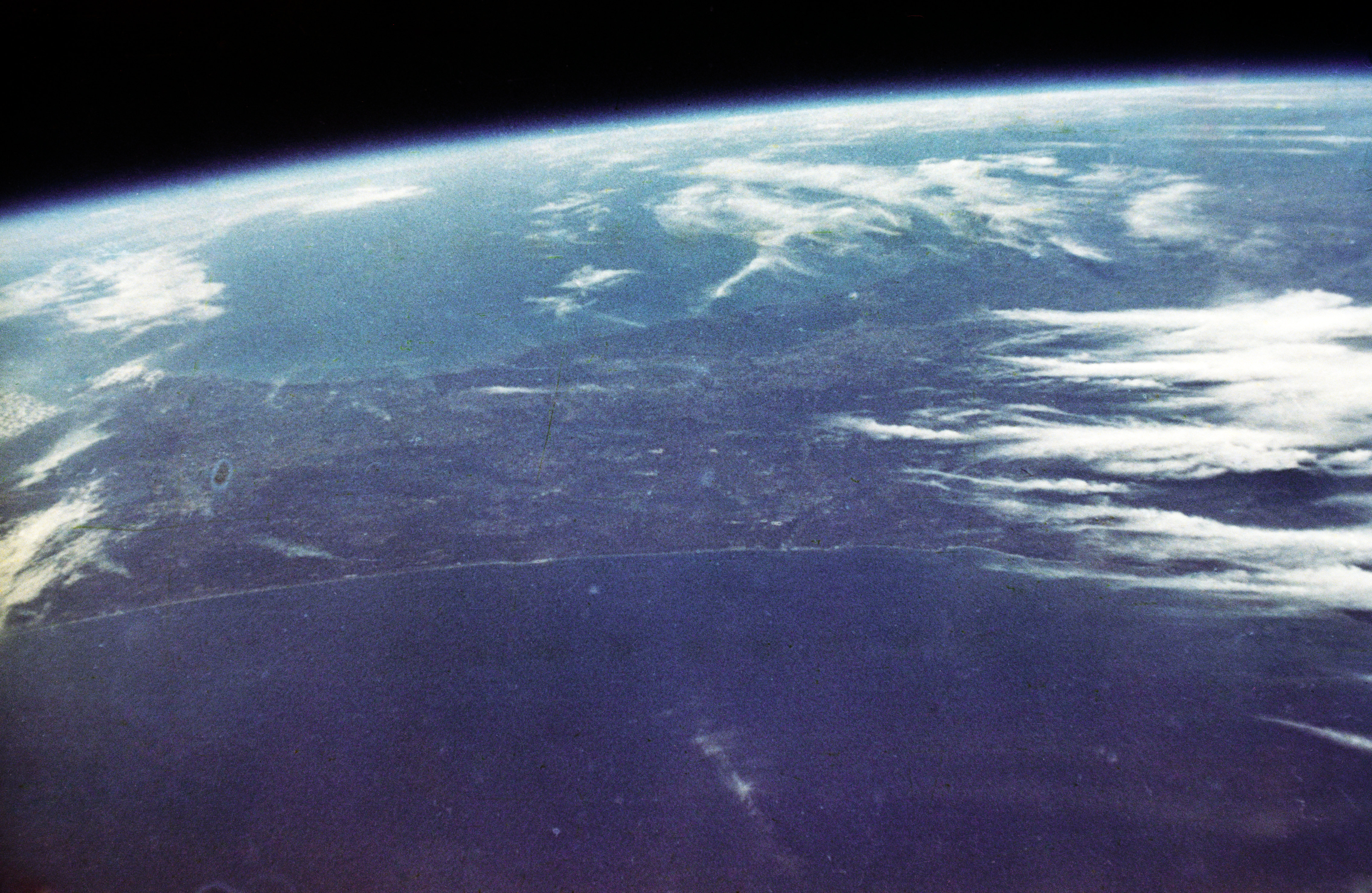
A földfelszín az első Föld körüli pályán repülő amerikai űrhajóból nézve

### Második keringés
A második keringés a leszállócsomag problémájával terhelten kezdődött. Glenn hamar rájött, hogy baj van, mivel minden rádióbeszélgetés a leszállócsomag kapcsolójának állapotával foglalkozott. Közben az irányítás a problémán dolgozott és felhívták Max Faget-et, az űrhajó főtervezőjét Houstonban tanácsért, aki azt javasolta, hogy először is mindent tegyenek úgy, mintha a rendszer tökéletes lenne (a repülésnek abban a szakaszában úgysem volt más választása az irányításnak). Előbb végezzék el a fékezést, ha ez nem működne a rakétákban levő szilárd hajtóanyag fel fog robbanni, ha rendesen működik, akkor már nincs akkora jelentősége, hogy a helyén marad-e, vagy leválasztják, viszont ha a helyén marad, a hevederek maradnak az egyetlen lehetőség a hőpajzs helyén tartására (elemzések azt mutatták, hogy mire a szíjak átégtek volna, a légellenállás keltette nyomás elegendő lett volna, hogy a helyén tartsa a hőpajzsot). A végső döntés ez is lett: a tervvel ellentétben a leszállócsomagot nem választották le. Természetesen a kockázat megmaradt, hogy az el nem égett szilárd hajtóanyag robbanása kárt tesz a hőpajzsban, vagy amikor a hevederek szükségszerűen átégnek, a hőpajzs nem esik-e le magától idő előtt.

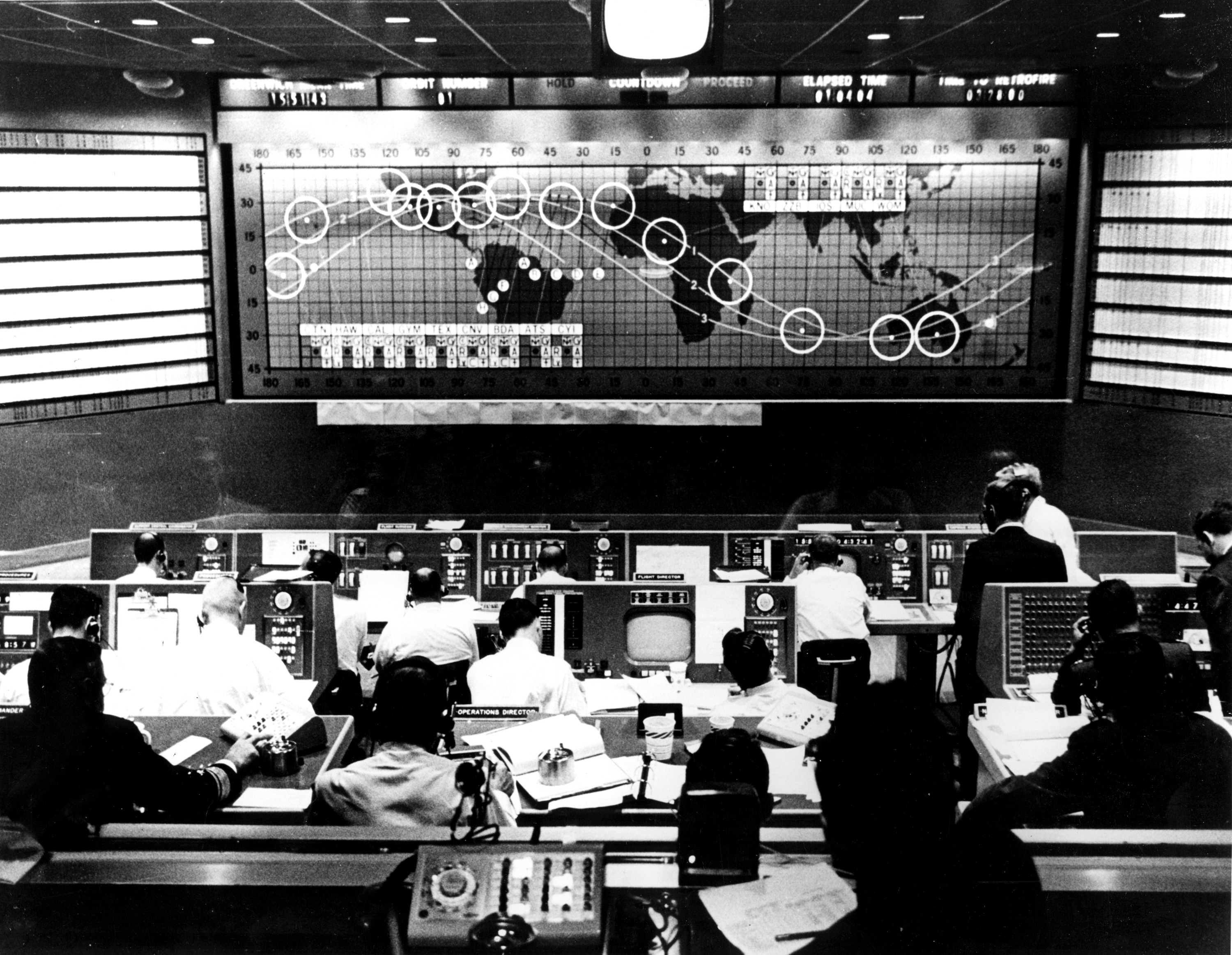
Az irányítóközpont a Friendship 7 repülése alatt

Az űrhajós számára a második keringés viszonylag eseménytelenül indult: a meghibásodott kormányfúvóka miatt időről-időre változtatni kellett az űrhajó helyzetén, majd az ablakon át felhőket fotózott az alant elhaladó óceán felett, közben megállapította, hogy a szikrák nem a kormányhajtóművek működésével állnak kapcsolatban, aztán mókás epizódként egy elkóborolt csavar kezdett lebegni  kabinban. Az újabb kisebb hibára sem kellett várni sokat, a nigériai és zanzibári követőállomások a másodlagos oxigén rendszerben tapasztaltak egy hirtelen 12%-os nyomásesést. Amikor ismét az Indiai-óceán fölé ért, újra egy vizuális kísérletet kellett volna elvégezni, amelyben egy rádiókövetést végző hajó tűzijátékot lőtt fel (eredetileg felbocsátott léggömbök is szerepeltek volna a kísérletben, ám a felhők miatt ezt eleve elvetették). Glennek ezúttal sem sikerült megfigyelni semmit, csak a felhőkön átvilágító villámokat látott.
Ausztráliát elérve a kabinhőmérséklettel támadtak problémák, elkezdett csökkenni a belső hőmérséklet. Glenn kényszerűen feljebb vette az űrruha belső hőmérsékletét, amit ő „kényelmesen melegnek” jelentett, ám a valóságban éppen a kényelmetlenül hideg határán egyensúlyozott a fűtés-hűtéssel a repülés végéig. Hamarosan újabb gond lépett fel. Az állandó korrekciók miatt a kormányzáshoz használt hidrogén peroxid hajtóanyag komolyan megfogyatkozott, ezért az irányítás úgy döntött, hogy Glenn ne folytassa a térbeli helyzet folyamatos korrigálását, hanem hagyja a pályáján az eddiginél jóval nagyobb határok között sodródni az űrhajót. Mivel a tájékozódást akadályozta a döntés pillanatában fennálló pozíció, ezért Glenn egy kicsit bólintásba kormányozta az űrhajót, hogy a horizontot jobban láthassa. A továbbiakban sokkal kevesebb korrekciót hajtott végre az űrhajós, de még így is magas volt az üzemanyag felhasználás.

### Harmadik keringés
A harmadik keringés már viszonylag eseménytelenül telt. Ezúttal is kudarcot vallott a felhőzet miatt az Indiai-óceánon járőröző USNS Costal Sentry által felbocsátott ballonok megfigyelése. Tréfás epizód volt, amikor ismét Ausztrália fölé érve Glenn megkérte a CapCom-ot, hogy jelentse Davis Shoup tábornoknak, a tengerészgyalogság parancsnokának, hogy ezennel teljesítette a pilóták számára minimálisan előírt havi négy órányi repülési időt és így jogosult a havi illetményére.
Ezután azonban kényszerűen komolyabb lett a hangulat, végső döntést kellett hozni a leszállócsomagról és a hiba lehetséges megoldásáról. Chris Kraft utasítására a hawaii rádióállomás közölte Glennel, hogy állítsa a leszállócsomag kapcsolóját automata állásba, így a tervek szerint az ezt kijelző lámpának meg kellett gyulladnia, ha hibátlan a rendszer. A lámpa sötét maradt. Ez végképp eldöntötte a helyzetet, a rendszert innentől kezdve rossznak tekintette az irányítás. Az irányítók véleménye még mindig megoszlott, hogy próbálkozzanak-e a leszállócsomag leválasztásával a fékezés után, vagy hagyják a helyén a lehető legtovább. A döntést végül Kraft és az ügyeletes repülésirányító Walt Williams hozta meg: a leszállócsomag a helyén kell maradjon. Wally Schirra a kaliforniai állomáson szolgálatot teljesítő CapCom közölte a parancsot Glennel: a leszálló csomagot nem választhatja le, annak legalább addig a helyén kell maradnia, amíg a texasi követőállomást el nem hagyta.

### Leszállás

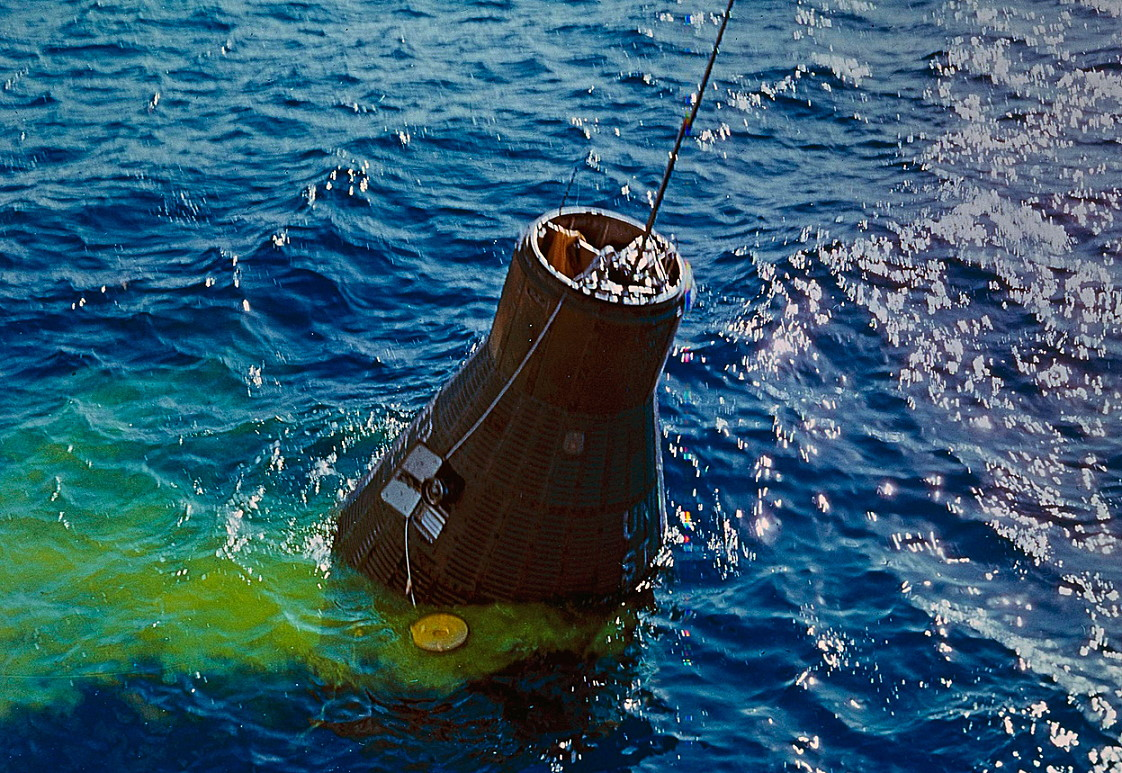
A Friendship 7 leszállt az Atlanti-óceánon. A vizet körülötte a mentést végző helikopterek számára egy fluoreszkáló zöld festékkel festették meg a jobb láthatóság kedvéért

A Föld körüli keringésből a sebesség csökkentésével lehetett visszatérni, ehhez az űrhajót menetiránnyal ellentétes irányba állították, majd a fenekére erősített – a műszerjelzés szerint elvileg bármikor leeséssel fenyegető – fékezőrakéták gyújtásával érték el, hogy az űrhajó a kívánt pályán süllyedjen a földfelszín felé. A lassítás nagy részét a légkör végezte el, ahogy az űrhajó a sűrűbb légrétegekbe ért és a közegellenállás lefékezte. A harmadik keringésben Kalifornia felé közeledve érkezett el a művelet elindításának ideje. Az űrhajó a megfelelő, „háttal előre” pozícióba állt, majd beindult az első rakéta. Másodpercek múltán a másik két rakéta is beindult a rendszer időzítésének megfelelően. Hat percnyi fékezést követően Glenn 14 fokra döntötte az űrhajót a pályasík helyi vízszinteséhez képest, hogy a süllyedés megfelelően történjen (elsősorban a hőpajzs számára legkedvezőbb súrlódási viszonyok érdekében).
A fékezés érezhetővé vált az űrutazó számára, majd hamarosan Glenn jelentette, hogy olyan hangokat hall a „mintha a kabin falát apró dolgok súrolnák”. Aztán kicsit később aggodalmas rádióüzenetben tudatta: „Elég nagy tűzgolyó van odakinn”.

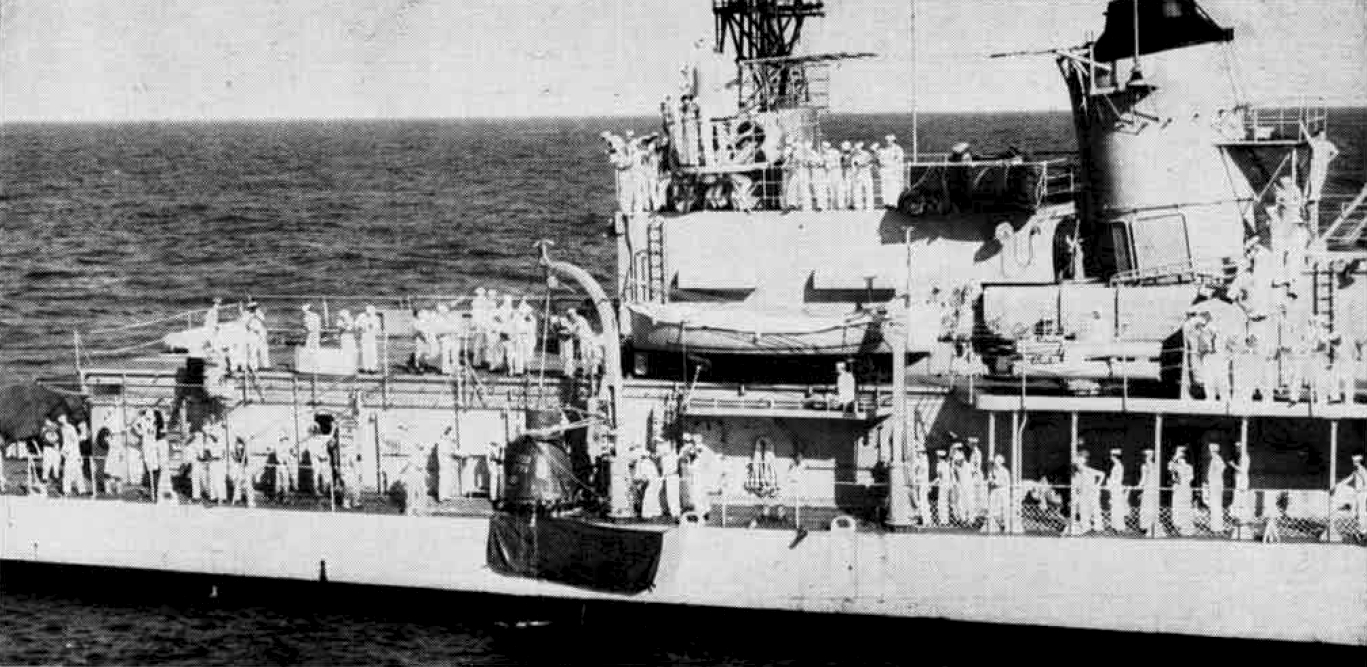
A USS Noa a fedélzetére emeli a Friendship 7 űrkabint

Aztán elérkezett a legnagyobb aggodalomra okot adó pillanat is, Glenn a leszálló csomag egyik rögzítőpántját látta elrepülni az ablak előtt, majd füstöt is látott, ahogy a részegység levált és elégett. Másodperceken belül eldőlt, hogy a hőpajzs szerencsére a helyén maradt (a vizsgálatok szerint a korábbi hibajelzések műszerhibából fakadtak), viszont a kabin nem maradt stabil, hanem himbálózni kezdett. Ezt a himbálózó mozgást a kormányrendszer megpróbálta ellensúlyozni, ám ez a rendszer hajtóanyagának vészes fogyásával járt. Közben a lassulás elérte a legnagyobb mértékét és az ablak előtt nagyobb törmelékdarabok tűntek fel – a hőpajzs „rendeltetésszerűen” gyakorlatilag elégett a lassulás során, kisebb darabok is leváltak belőle, de közben eloszlatta a hőt –, majd a kabin olyan erős himbálózásba kezdett, amit a kormányfúvókák már nem tudtak kompenzálni, ezért Glenn beindította a tartalék rendszert is, amely ideig-óráig segített. Nem sokkal később azonban kifogyott a hajtóanyag és a himbálózás visszatért (messze a tolerálható szintnek tekintett 10 fok feletti kitérésekkel). Az űrhajós nagyjából 10 700 méteren járt, amikor úgy döntött, hogy idő előtt kiengedi a stabilizáló fékezőernyőt, mielőtt a kabin esetleg orral és nem fenékkel kezd előre repülni. 8500 méteren járt, amikor éppen meg akarta nyomni a manuális ernyőnyitás gombját, amikor az ernyő automatikusan – és 2100 méterrel az előírt magasság felett – kinyílt. A himbálózás megszűnt. 5100 méteren automatikusan kibocsátódott a periszkóp, bár Glenn inkább az ablakot használta ösztönösen a kitekintésre, annak ellenére, hogy az szinte teljesen behomályosodott a légkör áttörésekor keletkezett füst miatt rá vonódott filmrétegtől. Utolsó feladatként Glenn még aktiválta a leszálló csomagot (ekkor leesett a hőpajzs és a kabin alján egy ballon fújódott fel, ami a kabin süllyedését volt hivatott megakadályozni). Az űrhajó nem sokkal később az Atlanti-óceán vízébe csobbant.
A leszállás 1962. február 20-án, 14:49:37 (UTC) következett be. A Friendship 7 a Dominikai Köztársaságtól 240 kilométerre északkeletre szállt le a nyílt tengeren, mintegy 64 km-rel a tervezett leszállási ponttól (az eltérést a keringés közbeni nagyobb hajtóanyag-felhasználás okozta, mivel az űrhajó így a tervezettnél kisebb tömeggel, más parabolapályán süllyedt). A mentésre küldött USS Noa romboló személyzete már az ejtőernyős ereszkedés közben megpillantotta az űrhajót, így hamarosan a helyszínen volt és kiemelte Glennt. Az űrhajós ekkor szenvedte el az egyetlen sérülést. A fedélzetre emelt űrhajót a protokoll szerint a felső nyíláson keresztül akarta elhagyni (el is kezdte megbontani a belső paneleket), ám az űrhajónak az a része még túl forró volt, várni kellett volna, ezért úgy döntöttek, hogy a robbanóajtón keresztül szálljon ki Glenn. Ehhez az űrhajós óvatosan kiszerelte a detonátort, de annak kihúzása közben megütött egy reteszt, ami visszarúgott és megvágta Glenn csuklóját.

## A repülés utóélete

### Repülés utáni tapasztalatgyűjtés
A NASA számára a repülés tapasztalatainak összegyűjtése első számú feladat volt, ezért Glenn még a Noa fedélzetén egyfajta „ön-adatgyűjtés” keretében magnóra mondta a repülés során tapasztaltakat. Ezt követően átszállították az űrhajóst az USS Randolph repülőgép-hordozóra, ahol orvosi vizsgálatnak (mellkasröntgennek, EKG vizsgálatnak) vetették alá, majd immár szakemberek bevonásával elkezdődött a részletes műszaki adatgyűjtés. Ezt követően Turks és Caicos Grand Turk szigetére szállították Glennt, ahol további orvosi vizsgálatok várták, amelynek végén a repülőorvosok kijelenthették, hogy az űrrepülés semmilyen káros következménnyel nem járt az űrhajós szervezetére nézve. A műszaki adatgyűjtés még két napig tartott a szigeten, majd utána Cape Canaveralre szállították Glennt, ahol még egy további napot vett igénybe az adatgyűjtés lezárása.
A NASA és beszállítóinak mérnökei a kabint is tüzetesen átvizsgálták, különös tekintettel a hőpajzs hibajelzésének okára. A vizsgálat olvadt és újra megszilárdult aluminiumtörmeléket talált az űrhajó bordázott lemez borításának bordái között, amely nyilvánvalóan a szétégő leszálló csomagból maradt vissza. Aztán vastag, barnás filmréteget találtak az ablaküvegen (ami Glenn kilátását egykor a leszállás közben akadályozta). A hőpajzs maga ugyanúgy elszenesedett, ahogy az a Mercury–Atlas–4 és a Mercury–Atlas–5 esetében tapasztalható volt, a középső szekciója másfél centinyire kiállt a környezetéből. Egy ék alakú sötét folt és néhány sugárirányú arasznyi karmolás is látható volt rajta, amelyet vélhetően a leszakadó leszálló csomag hagyott maga mögött. És a hiba oka is feltárult: a hőpajzs a visszatérés végén le kellett váljon a kabin fenekéről (de nem esett le teljesen, hanem egy csapszegen csúszott lejjebb, hogy helyet adjon a vízre szálláskor használt légtömlőnek) és ez a csapszeg, amely mellesleg elektromos kapcsolatként is szolgált, törött volt. Vélhetően a törés miatt megszakadt az áramkör, így a műszer azt jelezte, hogy a hőpajzs nincs a helyén.

### John Glenn „diadalmenete”

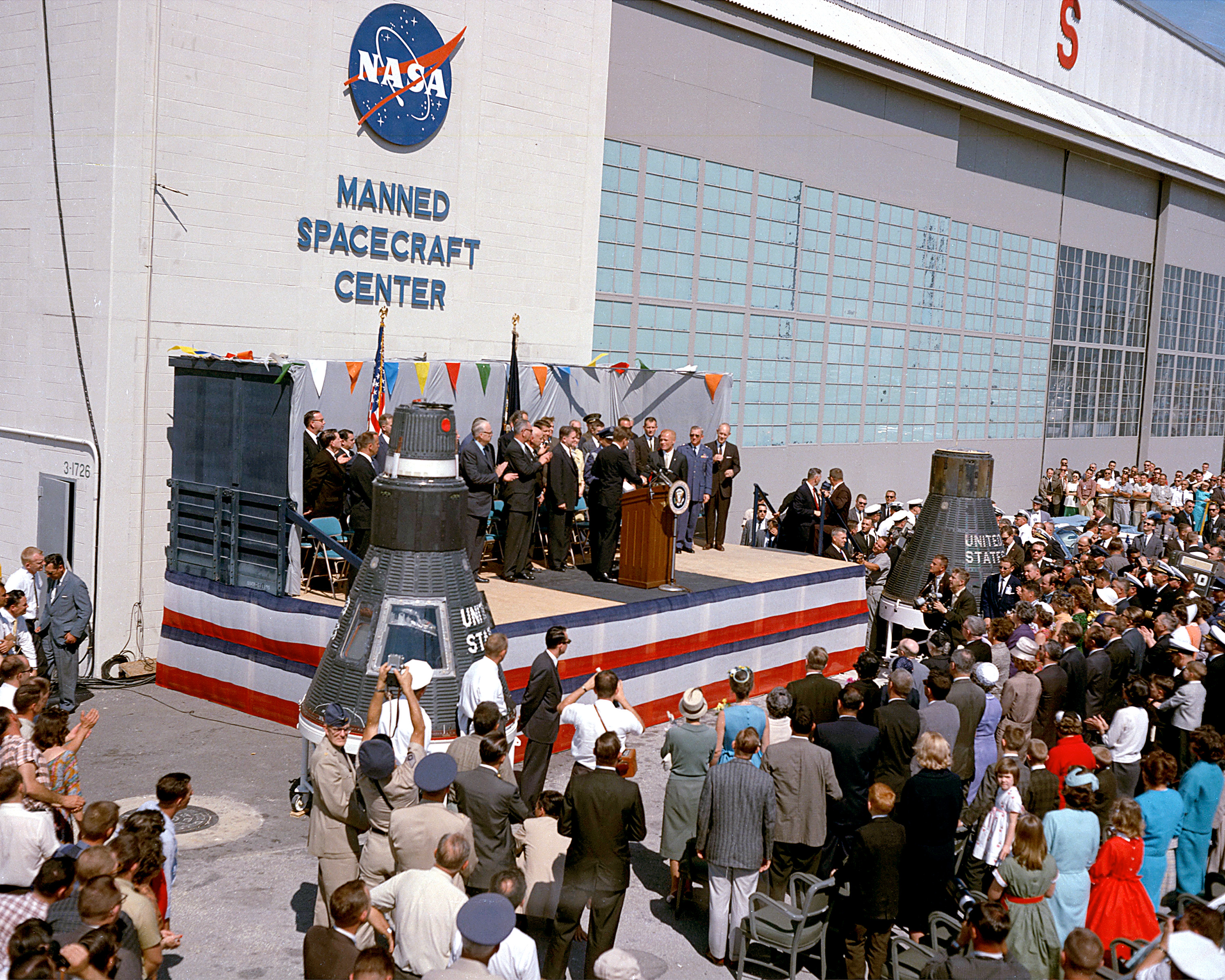
John F. Kennedy kitünteti John Glennt Cape Canaveralen

John Glenn a repülés után éppolyan nemzeti hősi státuszba emelkedett, mint Alan Shepard alig tíz hónappal korábban. Az amerikai nemzet iránta megnyilvánuló háláját maga John F. Kennedy elnök fejezte ki, amikor Cape Canaveralre látogatott 1962. február 23-án (a Glennt érintő vizsgálatok és adatgyűjtés végére) és személyesen adta át neki a Kiváló Szolgálatért Érdemrendet. A ceremóniát egy néhány napos körút követte az Egyesült Államokban, amelynek során Glennt mindenütt hatalmas ünneplés fogadta. Február 26-án Washingtonba látogatott, ahol százezrek ünnepelték az eső ellenére. A fővárosban a kongresszus fogadta, ahol egy 20 perces – nem hivatalos – jelentést tett a repülésről. Ezt követően, március 1-én New York fogadta, ahol a Broadway-n (a Hősök Kanyonjában) az amerikai hősöknek kijáró konfettis felvonulással (ún. Ticker Tape Parade) fogadták a nyitott kocsin a tömeg sorfala között integető űrhajóst. Másnap, még mindig New Yorkban az ENSZ-székházban rendeztek Glennek fogadást. Március 3-án egy sokkal kisebb település várta Glennt, a 2300 lakosú New Concordban 75 000 ember tolongott, hogy láthassa a szülővárosába látogató űrhajóst.
Glenn hazai körútját követően az űrhajó indult bemutató körútra, egy 17 országot érintő körút (a sajtó által a „Friendship 7 negyedik keringésének” keresztelt bemutatósorozat) során a kiállított Mercury űrhajót milliók nézték meg. Az utazás végén a Smithsonian Intézetben helyezték el olyan repülési relikviák közé, mint a Wright testvérek első repülőgépe, vagy Charles Lindbergh Spirit of St. Louis gépe.

### Emléktárgyak
Az egyik közvetlenül a repüléshez kapcsolódó epizód 52 dollár bankjegy „megutaztatása” volt. Tekintettel arra, hogy nagyon szigorú volt a súlylimit az űrhajósra vonatkozóan, személyes tárgyak csak nagyon korlátozottan voltak a fedélzetre vihetők. Glenn néhány bankjegyet vitt fel, amelyet ő és Terry Thompson egy a felbocsátást végző személyzet tagjai közül szignáltak. Az 1 és 2 dolláros bankjegyek ma gyűjtők féltve őrzött kincsei között vannak.
A repülést legszélesebb körben bélyegek örökítették meg. Az első kibocsátó természetesen a U.S. Postal Service, az amerikai posta volt, akik 1962. február 20-án jelentették meg az első orbitális repülés emlékére bélyegüket, de a repülést követően számos ország, köztük Magyarország, Románia is bocsátott ki bélyeget Glennel, vagy a Mercury űrhajóval illusztrálva.

### Megjelenése a művészetekben
John Glenn: A Memoir (életrajz, 2000)
A kötet Glenn és Nick Taylor közös munkája, amelyben végigvezetnek az űrhajós életútján. A mű súlypontja a Mercury–Program és azon belül is természetesen az első amerikai orbitális repülés története, Glenn szemszögéből. Emellett a repülést megelőző háborús és berepülőpilóta évek, majd az azt követő politikusi pálya, végül a második űrrepülés az STS–95-ön is helyet kaptak benne.
Tom Wolfe: Az Igazak (könyv, 1979)
Tom Wolfe 1979-ben írt műve mára kultuszművé vált az űrhajós irodalomban. E kötet az amerikai berepülőpilóták 1940-es, 1950-es, 1960-as évekbeli életét, teljesítményeit tárja regényszerűen az olvasók elé, olyan valós szereplőkkel, mint Chuck Yeager, Scott Crossfield, vagy az Eredeti Hetek. A könyvben a hangsebesség áttörése, vagy az első űrrepülések adta repülési forradalom, az azt „végrehajtó” pilóták háttértörténetei és érzelemvilága bontakozik ki, amelynek egyik fő történeti szála a Mercury-program, azon belül is az első orbitális repülés, John Glenn útja. A könyv egyáltalán nem dokumentarizmusra törekszik, inkább az űrhajósok, vagy akár feleségeik személyes történetei állnak a középpontban.
Colin Burgess: Friendhip 7 – John Glenn kalandos orbitális repülése (könyv, 2015)
A repülést olvasmányos, ismeretterjesztő formában a téma szakértője, Colin Burgess foglalta össze 2015-ben. A kötet a Mercury-program erőfeszítését ábrázolja, a kor politikai, technikai és társadalmi környezetébe ágyazva a világűr – amerikai oldalról történő – meghódítását, amely a Friendship 7 repülésében csúcsosodott ki (és egyben a kötet le is záródik a repülés sikerével).
Az Igazak (film, 1983)
Philip Kaufman 1983-ban dolgozta fel „Az Igazak” c. filmjében Tom Wolfe azonos című regényének történetét, amelynek gerincét a Mercury-program adja. A filmben Glenn repülését is ábrázolja a rendező, az űrhajósnak az űrbeli látványt illető leírásaival (időnként Glenn rádióforgalmazásának szó szerinti felhasználásával), a hőpajzs problémával, illetve a „szentjánosbogár-jelenséggel”, mint epizódokkal (utóbbiban a valódi helyett meglehetősen egzotikus magyarázatot mutat be a film, miszerint egy, a Muchea rádióállomás melletti ausztrál őslakos mágus védő varázslatának részei voltak). A filmben Ed Harris játssza John Glenn szerepét.

### Magyar oldalak
- Űrrepülés amerikai módra: 45 éve repült a Friendship-7 (1. rész))
- Űrrepülés amerikai módra: 45 éve repült a Friendship-7 (2. rész))

### Külföldi oldalak
- A Mercury-program hivatalos honlapja (Kennedy Space Center)
- Alexander, C. C.. This New Ocean: a History of Project Mercury. USA: NASA (1966). ISBN 1934941875
- Jelentés a repülésről (angol)